# Edersee
Der Edersee, technisch korrekt und vom Betreiber offiziell als Edertalsperre bezeichnet, gehört zu den größten Talsperren in Deutschland (siehe Liste von Talsperren in Deutschland). Namensgeber ist der Fuldazufluss Eder, die aus dem Rothaargebirge von Westen kommend den Stausee im nordhessischen Bergland bei Korbach füllt. Der Bau der Staumauer war das letzte große Bauvorhaben der Kaiserzeit, das von der preußischen Wasserverwaltung bis 1914 errichtet worden war, um mit dem Wasser die Wasserstände der heutigen Bundeswasserstraßen Weser und Mittellandkanal zu stützen. Als weitere Aufgabe schützt die Talsperre die Unterlieger vor kleinen und mittleren Hochwässern und das Wasser wird zur Erzeugung von elektrischer Energie genutzt.
Aufgrund der rechtlichen Nachfolge steht die Edertalsperre heute im Eigentum des Bundes. Zuständige Behörde ist die Wasserstraßen- und Schifffahrtsverwaltung des Bundes (WSV), deren Wasserstraßen- und Schifffahrtsamt Weser (WSA Weser) für den Betrieb verantwortlich zeichnet. Dieses Amt hat auch die Zuständigkeit für die Betriebsführung der zweiten bundesdeutschen Talsperre, der Diemeltalsperre, die für den gleichen Zweck errichtet worden ist.
Überragt vom Schloss Waldeck bildet die auch kurz nur Eder genannte Talsperre zusammen mit dem Nationalpark Kellerwald-Edersee und dem Naturpark Kellerwald-Edersee ein großflächiges Freizeit- und Erholungsgebiet. Als besonderer Anziehungspunkt für den Tourismus ist sie eine wichtige Einnahmequelle der umliegenden Gemeinden. Im Mittelpunkt steht die 48 m hohe und unter Denkmalschutz stehende Staumauer mit den beiden historischen Tortürmen und den zwei Kraftwerksgebäuden am Mauerfuß.

## Lage und Einzugsgebiet
Geographische Lage
Die Talsperre liegt im nordhessischen Landkreis Waldeck-Frankenberg rund 35 km Luftlinie südwestlich von Kassel und 20 bis 25 km südöstlich von der Kreisstadt Korbach. Über eine Luftlinie von zwölf Kilometer schlängelt sich der Stausee durch das Edertal von ihrer Einmündung vor der Ortschaft Herzhausen (zu Vöhl) im Westen bis zur Staumauer bei Hemfurth-Edersee im Osten. Im Süden grenzt der Stausee an die Ederhöhen, einer Bergregion im Norden des Kellerwaldes, die zusammen mit den nördlichen Hängen des Edertrogs den Nationalpark Kellerwald-Edersee bilden.
Ortschaften am See
Der Edersee bedeckt ein Gebiet nördlich des Kellerwaldes zwischen den folgenden Gemeinden oder Städten (aufgezählt mit Ortsteilen im Uhrzeigersinn, beginnend an der Sperrmauer):
Gemeinde Edertal mit Hemfurth-Edersee (östliches See-Ende), Rehbach und Bringhausen, Gemeinde Vöhl mit Asel-Süd, Harbshausen, Kirchlotheim und Herzhausen (westliches See-Ende), Asel und Basdorf (inkl. Trappenhardt) und Stadt Waldeck (inkl. Waldeck-West) mit Nieder-Werbe und der Halbinsel Scheid.
Einzugsgebiet
Das 1.443 km² große Einzugsgebiet der Talsperre erstreckt sich über den Ober- und Mittellauf der Eder und liegt zum größten Teil am Südostabfall des Rothaargebirges, wo am Ederkopf im Grenzbereich von Wittgensteiner Land und Siegerland die Eder entspringt. Die ersten 45 Kilometer bis unterhalb von Beddelhausen liegen noch in Nordrhein-Westfalen. Das in 300 bis 600 Meter Höhe gelegene Ederbergland ist waldreich und dünn besiedelt. Die steileren Kuppen sind mit Nadel- und Mischwald bestanden, während das von sanften Hügeln durchsetzte Schwemmland vielfach als Acker- und Weidefläche genutzt wird. Die Wasserqualität der Eder wird als gut eingestuft, jedoch wird das Talsperrenwasser nicht direkt für Trinkwasserzwecke verwendet.
Die Länge der Eder im Einzugsgebiet bis zur Stauwurzel des Edersees beträgt ca. 100 km. Neben der Eder fließen im direkten Umfeld der Talsperre weitere Fließgewässer in den Stausee, die nachfolgend mit Länge in Kilometer (km) und Mündungsgebiet (alphabetisch sortiert) gelistet sind:
- Aselbach (6,55 km); mündet von Norden bei der „Dorfstelle Asel“ bei Vöhl-Asel in einen Stausee-Nordarm
- Banfebach („Banferbach“; 7,2 km); mündet von Süden südöstlich von Asel-Süd beim „Fischhaus Banfe“ in einen Stausee-Südarm
- Bärenbach (4,1 km); mündet von Süden südlich von Asel-Süd in eine kleine Bucht des Stausees
- Bärentalsbach (1,95 km); mündet westlich der nahe Waldeck-West gelegenen „Dorfstelle Berich“ von Norden in einen Stausee-Nordarm
- Hundsbach (2,1 km); mündet von Süden südwestlich von Asel-Süd beim „DRK-Zentrum Albert Schweitzer“ in den Stausee
- Itter (11,6 km); mündet von Norden bei Vöhl-Herzhausen in das Westende des Stausees
- Mellbach (2,1 km); mündet von Süden östlich von Edertal-Bringhausen in den Stausee
- Mombeck (2,55 km); mündet von Westen bei Herzhausen in das westliche Ende des Stausees
- Rehbach (0,9 km); mündet von Osten bei Edertal-Rehbach in einen Stausee-Südarm
- Reiherbach (8,4 km), mündet von Nordosten bei Nieder-Werbe (zu Waldeck) in einem Stausee-Nordarm in ein Stausee-Vorbecken
- Werbe (13,25 km); mündet von Norden in ein auch bei Nieder-Werbe gelegenes, benachbartes Stausee-Vorbecken

## Geologischer Untergrund
Die Gegend rund um die Edertalsperre gehört geologisch zu den östlichen Ausläufern des Rothaargebirges und ist damit ein Teil des Rheinischen Schiefergebirges, das wie ein Sporn in die hessische Senke ragt. Darin verläuft auf 200 m ü. NHN die Trogsohle des Eder-Durchbruchstals mit seinen Steilufern. Die umliegenden Höhen des Kellerwalds erreichen Höhen über 600 m ü. NHN.
Der Untergrund besteht aus einer über 320 Millionen Jahre alten und rund 300 m mächtigen Schicht aus dem Karbon, die eine Wechselfolge von Tonschiefern, Grauwacken und Konglomeraten aufweist und zu flachgründigen Silikatböden verwittert. An der Staumauer steht zwischen Talmitte und linkem Hang Grauwacke an, die einzelne Zwischenlagen aus Tonschiefer aufweist. Der rechte Hang besteht bis in Talmitte aus Tonschiefer mit Grauwackebändern.

## Baugeschichte
Hintergrund
Mit den 1905 beschlossenen „Neuen wasserwirtschaftlichen Gesetzen in Preussen“ waren die Grundlagen zum Bau des Westdeutschen Kanalnetzes geschaffen worden. Um die Schiffbarkeit auf der Weser und im neu zu bauenden Mittellandkanal zu sichern, musste Wasser für das Kanalnetz bereitgestellt werden, um einen Ausgleich für die Wasserverluste aus Schleusungen, Verdunstung, Wasserentnahme und Versickerung im Kanalnetz zu schaffen. Daher sahen diese Gesetze auch den Neubau von zwei Talsperren in den oberen Quellgebieten von Eder und Diemel vor. Mit ihrem Speichervermögen sollten sie dazu in der Lage sein, die 210 km lange Kanalhaltung zwischen Münster und Hannover mit ausreichend Zuschusswasser zu versorgen. Zusätzlich war Wasser für die Wasserführung unterhalb von Minden abzugeben, um nach Speisung des Mittellandkanals den Wasserstand für die Schifffahrt auf der Mittelweser zu erhalten. Eine Kommission von Fachleuten hatte im Vorfeld eine günstige Lage ausgemacht, wo an einer 400 Meter breiten Engstelle des Edertales bei Hemfurt die größtmögliche Wassermenge aufgestaut werden konnte. Der Bau der Talsperren erhielt eine zusätzliche Rechtfertigung in wirtschaftlicher Hinsicht, da für den wachsenden Strombedarf Anfang des 20. Jahrhunderts im Gesetz schon der Bau von Kraftwerken festgeschrieben war.
Ortsverlegungen

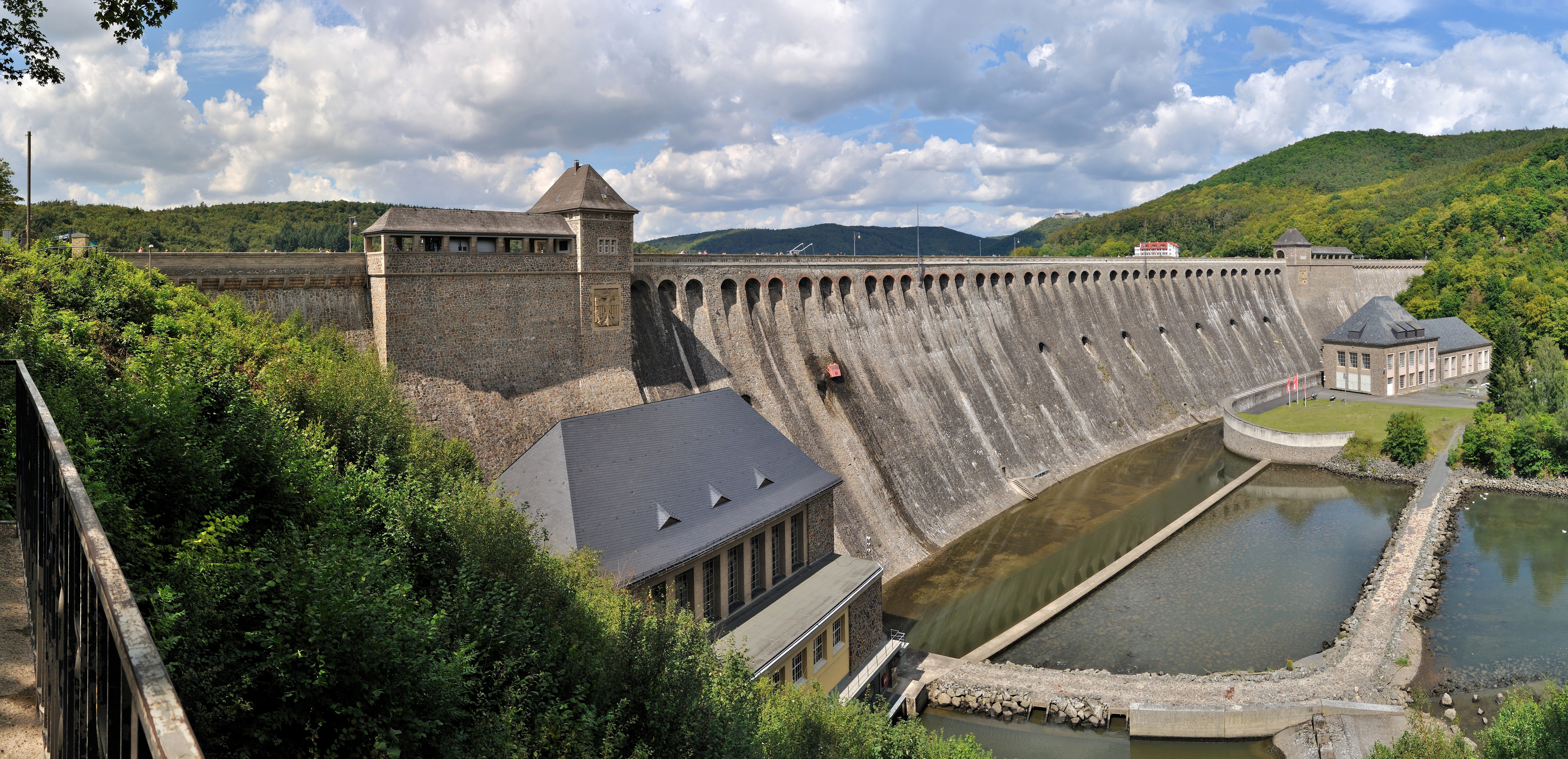
Staumauer der Edertalsperre mit Schloss Waldeck im Hintergrund

Der Grunderwerb zum Bau der „Waldecker Talsperre“, wie die Eder anfänglich genannt wurde, gestaltete sich etwas schwierig, da das Gelände im damaligen Fürstentum Waldeck lag. Mit einem finanziellen Abkommen zwischen Preußen und dem Waldecker Landtag konnte das notwendige Grundenteignungsgesetz durch Preußen 'erkauft' werden. In der abgelegenen Tallage gab es nur wenige Ortschaften, sodass nur etwa 900 Personen im Bereich des geplanten Stausees umgesiedelt werden mussten. Die Dörfer Asel und Bringhausen, die im Tal der Eder lagen, wurden – nachdem sie abgerissen oder abgetragen worden waren – an höher gelegenen Orten oberhalb des entstehenden Edersees neu errichtet, das ebenfalls betroffene Berich wurde jedoch rund 21 km vom ehemaligen Standort entfernt auf dem Gebiet der Stadt Bad Arolsen wiederaufgebaut. Nicht verlegt wurden die Grabstellen der Friedhöfe, die mit Beton-Einfassungen und -deckeln versehen wurden. Diese fallen zeitweise trocken; zur Wiedererkennung sind die Grabstellen nummeriert.
Von den Dörfern Nieder-Werbe und Herzhausen wurden Teile überflutet und die Bewohner jeweils in der Nähe in neue Höfe und Häuser umgesiedelt. Der Überflutung fielen ferner zahlreiche Einzelgehöfte oder Anwesen zum Opfer, wie das aus zwei Gebäuden bestehende Gut Vornhagen, das im Tal unterhalb des Schlosses Waldeck stand, oder die Stollmühle, die sich an der breitesten Stelle des Stausees unweit der jetzigen Staumauer an der Hammerbergspitze befand. An dieser Stelle ist bei Niedrigwasser noch immer die Durchfahrt der Schleppbahn zu sehen, die dem Gütertransport beim Mauerbau diente. Ebenso wurden der Bericher Hammer, die Bericher Hütte, die Bericher Mühle und der Werber Hammer überspült.
Planung und Bauvorbereitung

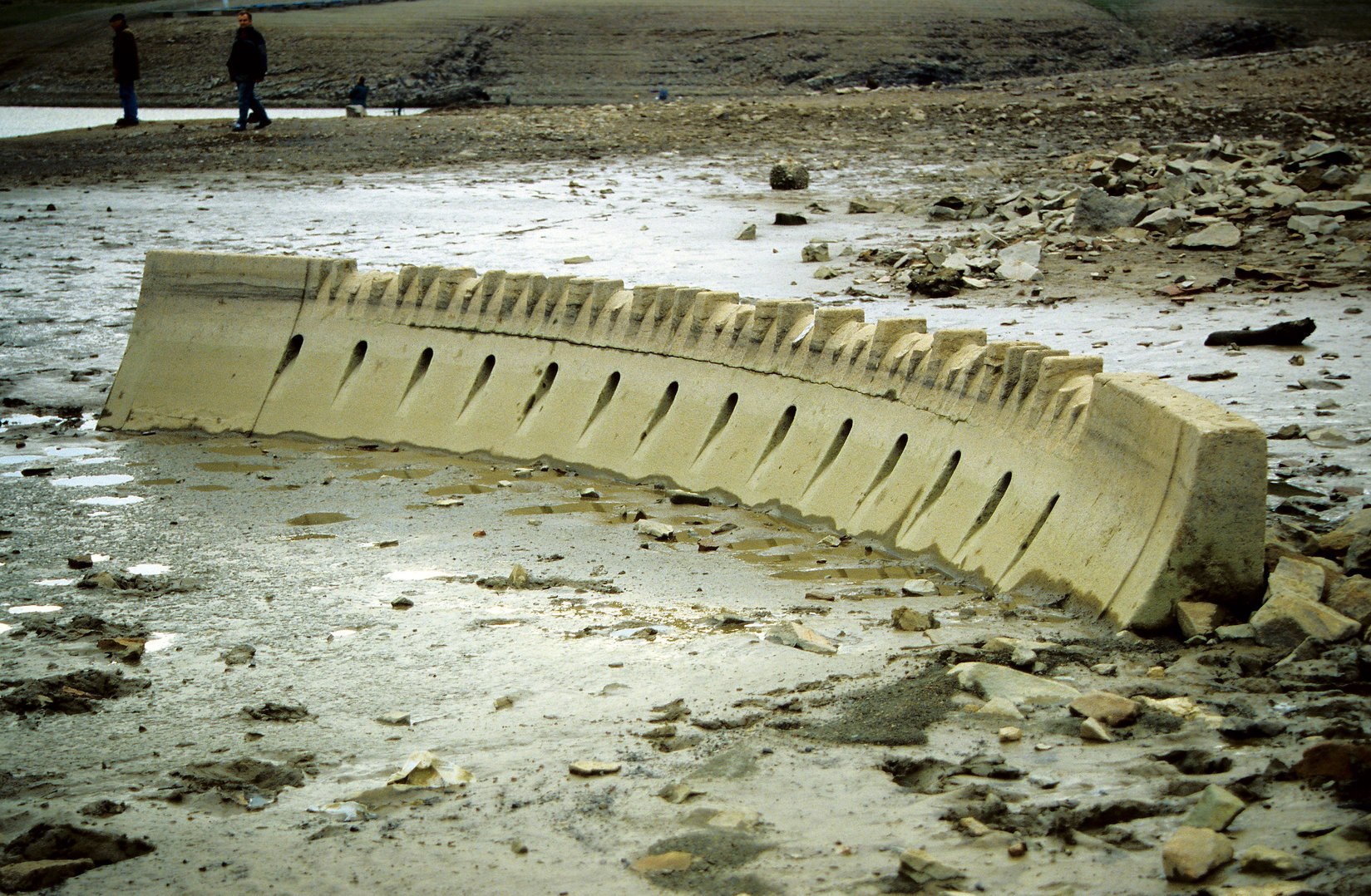
Modell der Sperrmauer (2003)

Als oberster Bauherr für die seinerzeit größte Talsperre fungierte die preußische Bauverwaltung in Person des Geheimen Oberbaurat Dr. Ing Leo Sympher. Er beauftragte für den Entwurf der Sperrmauer den Aachener Professor Otto Intze, der schon viele ähnliche Projekte realisiert hatte. Wie bei diesen hatte er auch für die Eder eine zur Wasserseite hin gekrümmte Gewichtsstaumauer aus Bruchstein vorgesehen, die gegenüber seinen bisherigen Planungen ein sehr schlankes Profil aufweist. Zum Testen der vorgesehenen Einrichtungen zum Ablassen des Wassers aus dem Stausee hatte man an der Bericher Hütte ein Modell der Staumauer im Maßstab 1:40 gebaut, das heute noch bei niedrigem Wasserstand von unter 221,05 m NN auftaucht (Lage: ⊙).

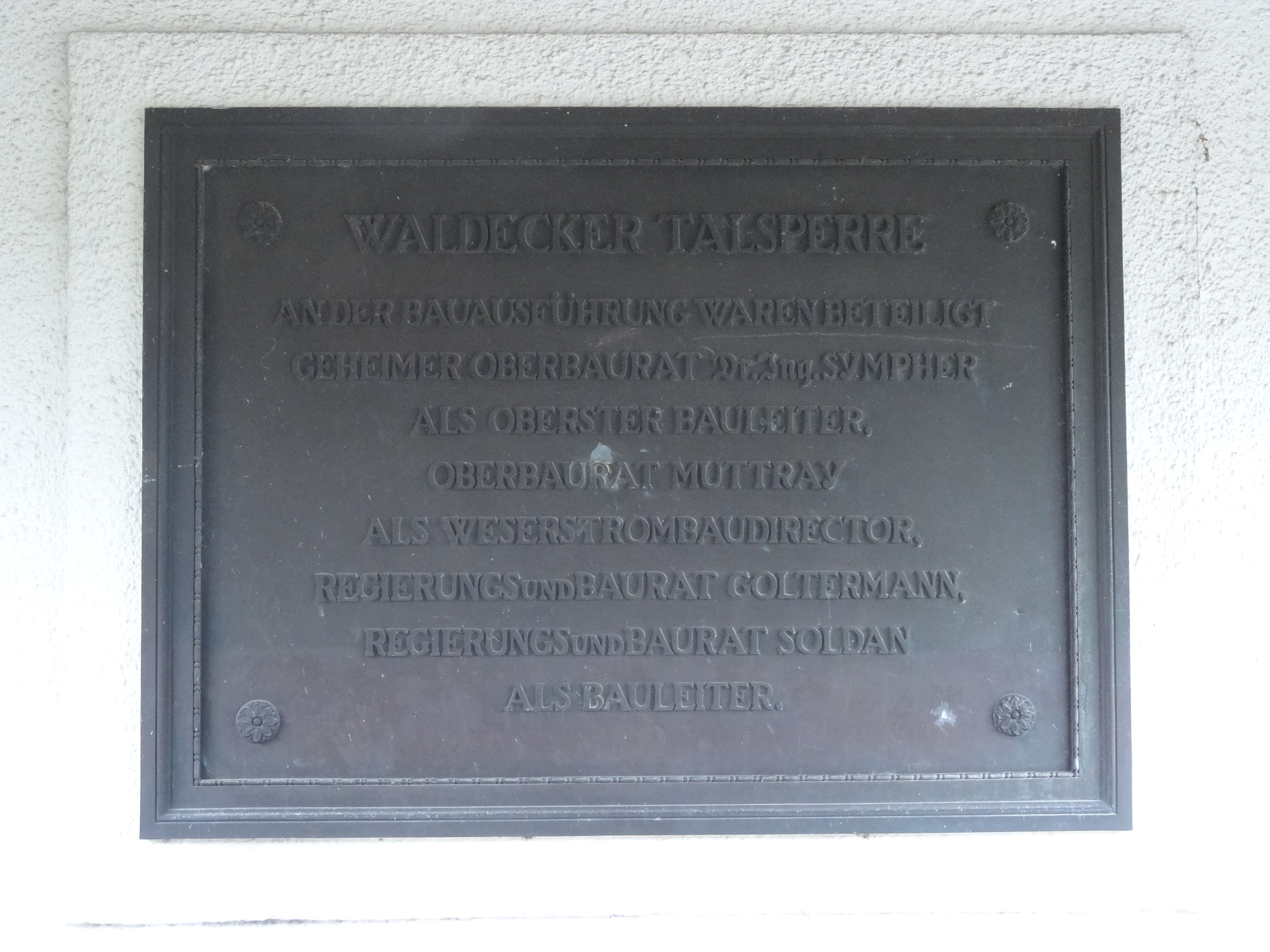
Platte an der Mauer mit den Namen der Erbauer

Planungsbeginn war im Frühjahr 1906, nachdem sich Bremen mit dem Staatsvertrag vom 29. März 1906 verpflichter hatte, ein Drittel der Kosten bis zur Höchstgrenze von 10 Mio. Goldmark zu übernehmen. Projektleiter war der Weserstrombaudirektors Wilhelm Otto Muttray aus Hannover, der auch maßgeblich für die Durchführung der Bauarbeiten verantwortlich war. Damit wurde zudem einem von ihm entworfenen Hochwasserregulierungsplan für die Weser Rechnung getragen. Die eigentliche Bauleitung lag in den Händen von Baurat Wilhelm Soldan und Regierungsbaumeister Herbert Pietsch (1887–1958) von der preußischen Wasserbauverwaltung.
Eine wichtige Voraussetzung zum Bau der Staumauer war die Erschließung der Baustelle, die weit abgelegen in einer vom Verkehr kaum erschlossenen Gegend lag. Daher wurde 1908 extra eine Eisenbahnstrecke von Giflitz zur Baustelle gebaut, um alle notwendigen Materialien und Einrichtungen sowie Personal befördern zu können. Zum Quertransport der Materialien für den Mauerbau ließ die Bauleitung über die Talbreite eine spezielle Drahtseilschleppbahn mit vier Läufen errichten. Eine alte Wassermühle erhielt eine Turbine mit Generator, um die Baustelle mit Strom zu versorgen. Nach Erschließung von zwei Steinbrüchen in der Nähe von Bringhausen konnte die Grauwacke über eine separate Förderbahn zum Steinlagerplatz an der Mauer gebracht werden, wo die Steine gründlich gesäubert wurden. Im Sommer 1909 waren die Vorarbeiten soweit abgeschlossen, dass die Bauarbeiten ausgeschrieben werden konnten.
Bauphase

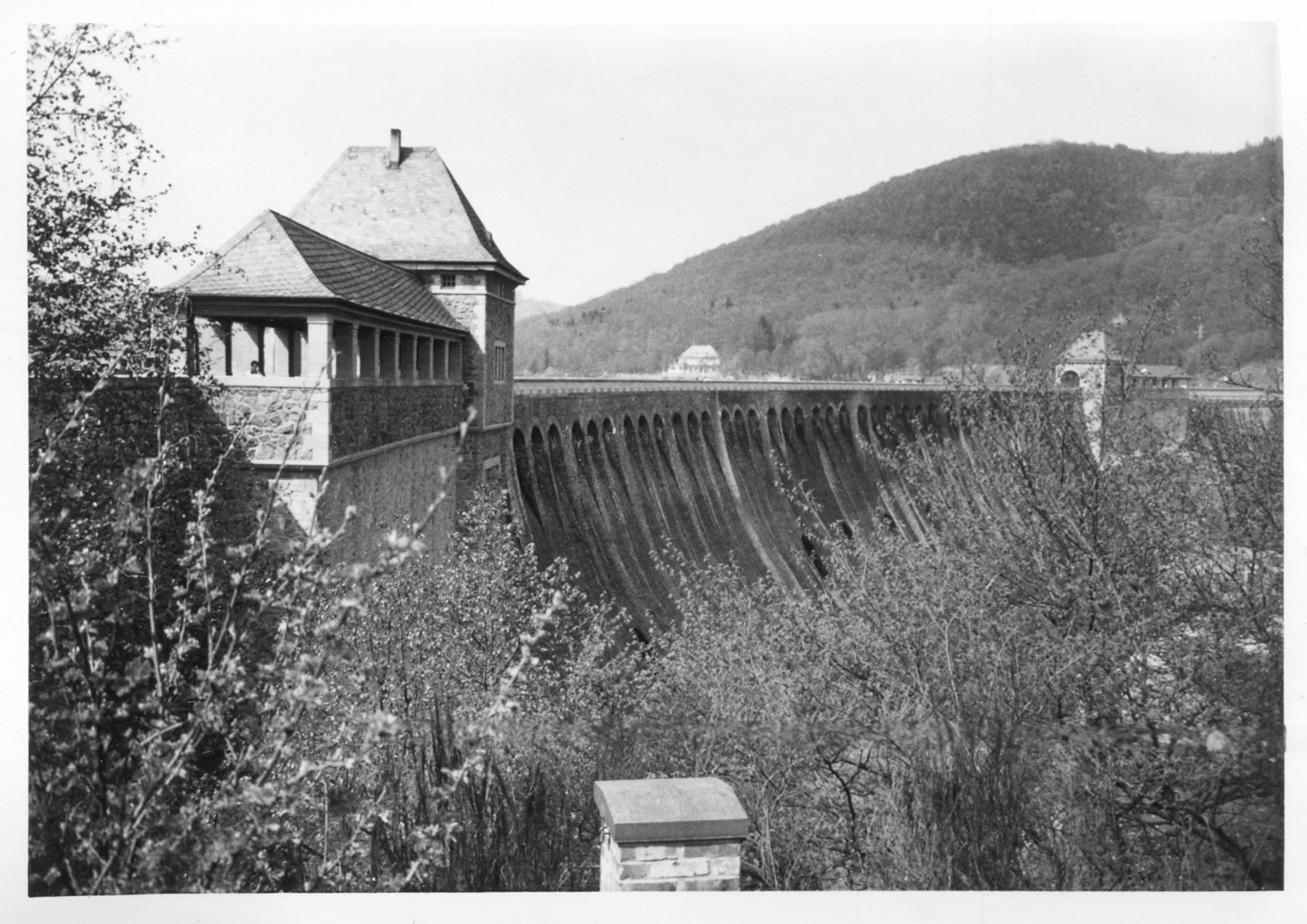
Die Staumauer 1956

Mit dem Gewinn der öffentlichen Ausschreibung im Oktober 1909 begann die Firma Philipp Holzmann mit den Arbeiten an der Talsperre. Zunächst musste die Eder aus dem Baufeld verlegt werden, wozu an der linken Talseite die Aufmauerung von drei Rohrstollen von 4,40 m Breite für das künftige Kraftwerk erfolgte. Danach erhielt die Eder ihr neues Fließbett, das als Obergraben auf die linke Seite geführt wurde. Nach Herstellung des Untergrabens war die Verlegung abgeschlossen, sodass der Fluss während der Bauzeit unter der zukünftigen Mauer hindurchfließen konnte.
Nach dem Freiräumen des Baufelds begannen im August 1910 die Arbeiten für den Mauerfuss. Der angetroffene Fels hatte sich als sehr fest und dicht erwiesen und machte deshalb keine gesonderte Betonausgleichsschicht erforderlich. Ende 1911 waren das Fundament der Mauer und auch die drei Rohrstollen für die Grundablässe auf der rechten Talseite fertiggestellt, so dass die komplette Staumauer hochgezogen werden konnte. Die Maurerarbeiten dauerten bis zum Frühjahr 1914 und endeten an der Krone mit der Aufmauerung der 39 Bogendurchlässe für die Hochwasserentlastung. Insgesamt waren  ca. 300.000 m³ Bruchsteinmauerwerk aus Edersee-Grauwacke mit einem wasserdichten Mörtel zu einem monolithischen Baukörper vermauert worden. Der Mörtel bestand aus einem Teil Kalk und zwei Teilen Trass zusammen mit zwei Teilen Sand. Für die Materialanlieferung nutze man die Kabelkran-Anlage und führte zeitweise auch eine Lorenbahn auf die anwachsende Mauer. Die gemauerten Schichten sind zur Wasserseite hin geneigt ausgeführt, um der resultierenden Kraft aus dem Eigengewicht und der Wasserbelastung ein gerichtetes Auflager zu bieten.

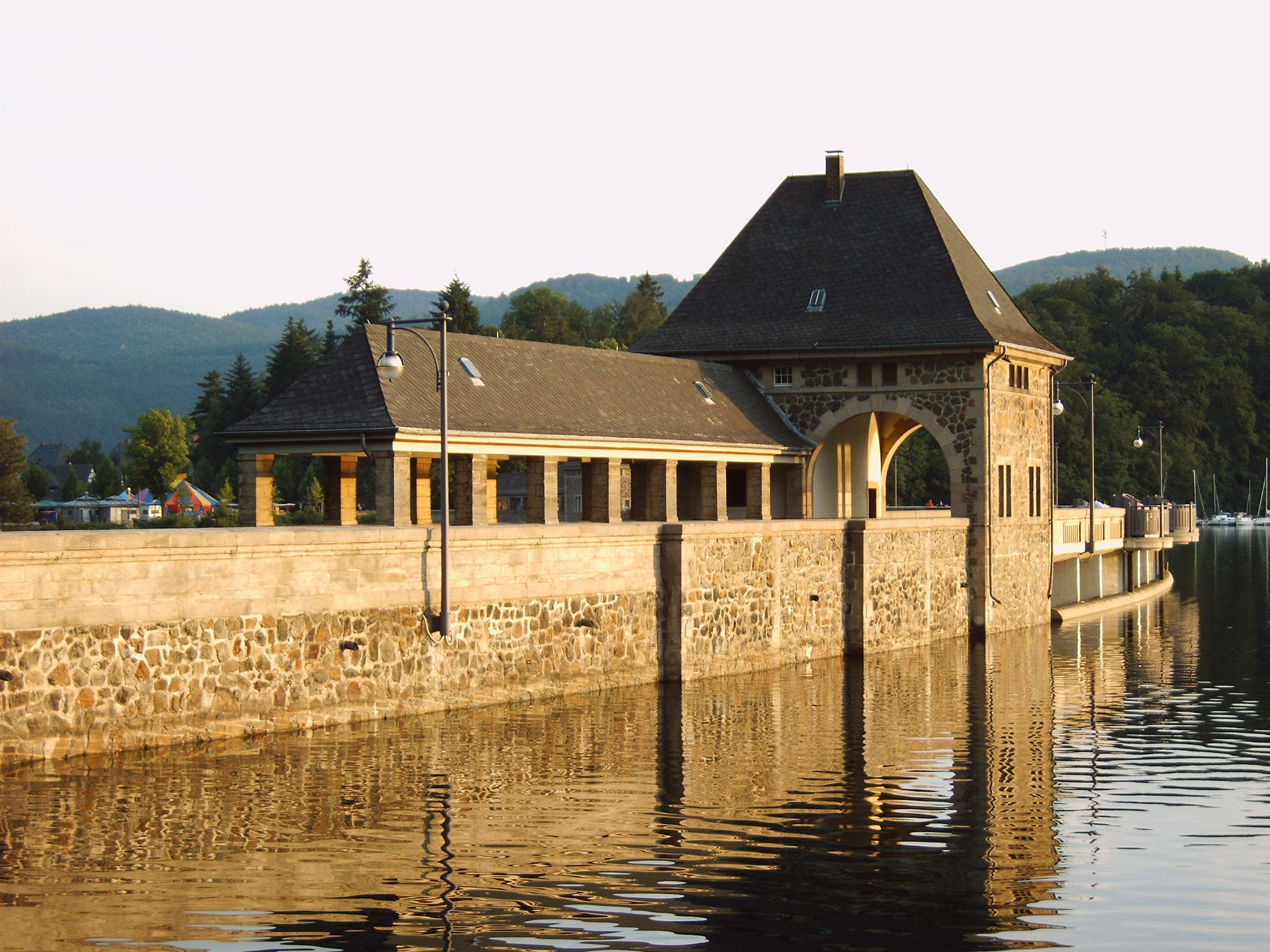
Torhaus mit Halle auf der linken Seite der Staumauer

Den oberen Abschluss bildet die Fahrbahn, die beidseits der Hochwasserentlastung über den Rohrstollen jeweils ein Torhaus mit kleiner Halle erhielt. Diese schützen die Zugänge zu den Rohrstollen, in die jeweils paarweise die Rohrleitungen zum Kraftwerk und des Grundablasses eingezogen worden waren. Am Grund der über 40 Meter tiefen Schächten waren die wasserseitigen Absperrschieber hinter einem Einlaufrechen und einer Notfallklappe montiert. Die betrieblich genutzten 12 Hauptschieber liegen in den beiden Schieberhäusern an der Luftseite der Mauer.
Nach Abschluss aller Maurerarbeiten begann der Probestau, der den Stausee bis zur Hälfte füllte. Damit konnten die Verschlussorgane der Grundablässe und des Kraftwerks auf Funktionsfähigkeit geprüft werden. Bis August 1914 war das Projekt „Waldecker Talsperre“ abgeschlossen und der Edersee ging über in den Vollstau mit dem ersten Überlauf im Januar 1915. Auf der linken Mauerseite folgte anschließend noch der Bau des Krafthauses mit dem Schalthaus.
Kosten
Der Bau der Talsperre war ein riesiges Projekt und eine der größten technischen Herausforderungen ihrer Zeit. Mehr als 1000 Arbeiter aus der Region sowie dem Ausland waren auf der Baustelle tätig, um die Mauer in sechs Jahren zu errichten. Allein für den Bau der Mauer waren 7,5 Mio. Goldmark erforderlich. Zusammen mit den 17,5 Mio. Goldmark für Straßenbau und Grunderwerb kostete der Talsperrenbau 25 Mio. Goldmark.
Der deutsche Kaiser Wilhelms II. hatte großes Interesse an diesem Projekt, da er den Bau des Mittellandkanals sehr befürwortet hatte. Daher besuchte er die Baustelle der Edertalsperre im August 1911 und sollte am 15. August 1914 auch die Einweihung vornehmen. Jedoch musste die offizielle Bestimmungsübergabe der Talsperre durch den Kaiser abgesagt werden, weil am 1. August 1914 der Erste Weltkrieg ausgebrochen war. Die Inbetriebnahme erfolgte dann in aller Stille. Erst kurz vor Ende des Krieges konnte er die Talsperre am 24. August 1918 besuchen, musste aber schon 3 Monate später abdanken. Es war das letzte Großprojekt der Kaiserzeit.
Kraftwerksbau
Nach Einstau der Talsperre ging man an die Fertigstellung des Kraftwerks am Nordende unterhalb der Mauer, das 1915 als Speicherkraftwerk Hemfurth I seinen Betrieb aufnahm. Die in den drei Stollen verlegten sechs Kraftwerkszuläufe mit 1500 mm Durchmesser speisten jeweils eine Francis-Turbine mit waagerechter Welle, die bei Vollstau jeweils einen Volumenstrom von neun Kubikmeter pro Sekunde (m³/s) erreichen konnten. Mit der maximalen Abgabeleistung von 54 m³/s waren die sechs Generatoren in der Lage zusammen 15,6 MW zu erzeugen. Durch die Verteilung und die Ansteuerung auf sechs Teilmengen konnte die Abgabe ungefähr auf die Zuflussmenge abgestimmt werden, sodass kein Ausgleichsbecken im Unterstrom erforderlich war.
Die sechs identischen Grundablassleitungen an der rechten Talseite am Südende der Mauer hatten wasserseitig einen Einlaufrechen und eine Notverschlussklappe. Die jeweils 43,5 Meter langen Rohrleitungen von 1350 mm Durchmesser hatten beidseits einen Absperrschieber und führten zu dem separaten Tosbecken unterhalb der Mauer. Der steigende Strombedarf führte 1926 zum Bau einer zweiten Kraftwerkshalle über den Grundablassleitungen. Jeweils zwei der Leitungen erhielten einen gemeinsamen Abzweig zu einer Francis-Turbine mit stehender Welle, sodass drei weitere Maschinensätze zur Stromerzeugung dienen konnten. Bei einem Gesamtdurchsatz von maximal 180 m³/s konnten darüber bis zu 16,2 MW erzeugt werden, die über eine Kabelbrücke zum Schalthaus auf der anderen Seite abgeleitet wurden.
Das Kraftwerk Hemfurth II ging 1928 in Betrieb und war für den Spitzenlastbedarf ausgelegt. Die dadurch erzeugten Abflussspitzen mildert seit 1929 der etwas weiter unterhalb liegende Affolderner See, der als Ausgleichsbecken wirkt und mit seinem Laufwasserkraftwerk am Ablaufwehr einen gleichmäßigen Abfluss der Eder herstellt. Der See ist gleichzeitig das Unterbecken für das später gebaute Pumpspeicherkraftwerk.

## Die Talsperre im Zweiten Weltkrieg
Angriff der Royal Air Force 1943

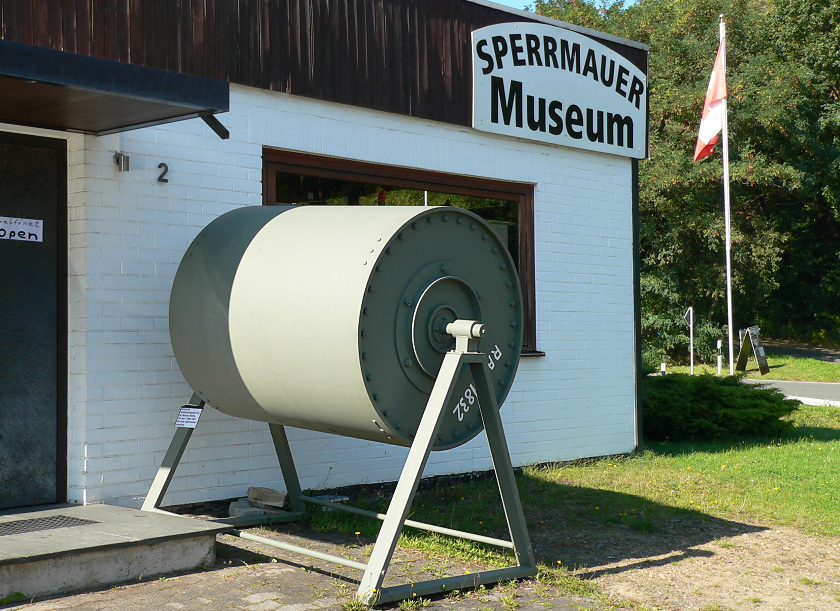
Rotationsbombe vor dem „Sperrmauer-Museum“ in Hemfurth-Edersee

Schematische Darstellung des Abwurfs einer Roll- oder Rotationsbombe zur Zerstörung einer Staumauer

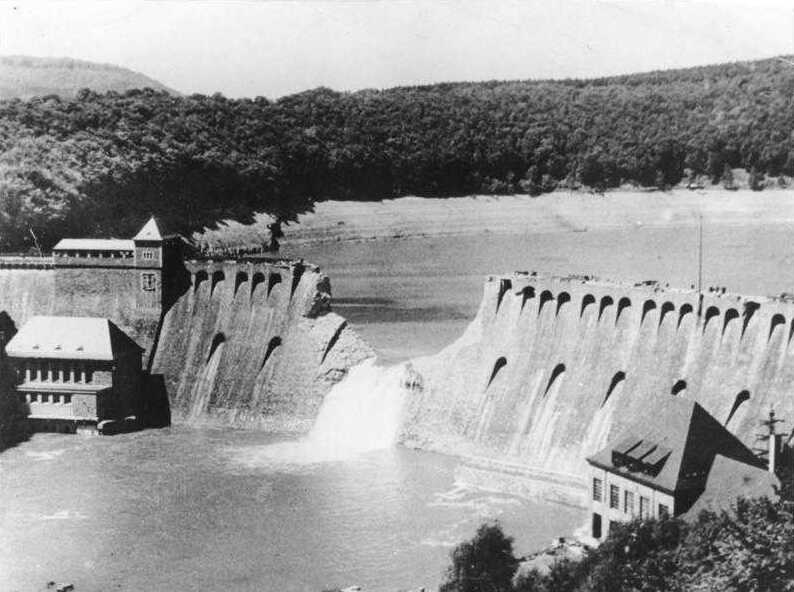
Staumauer des Edersees nach starker Beschädigung, 1943

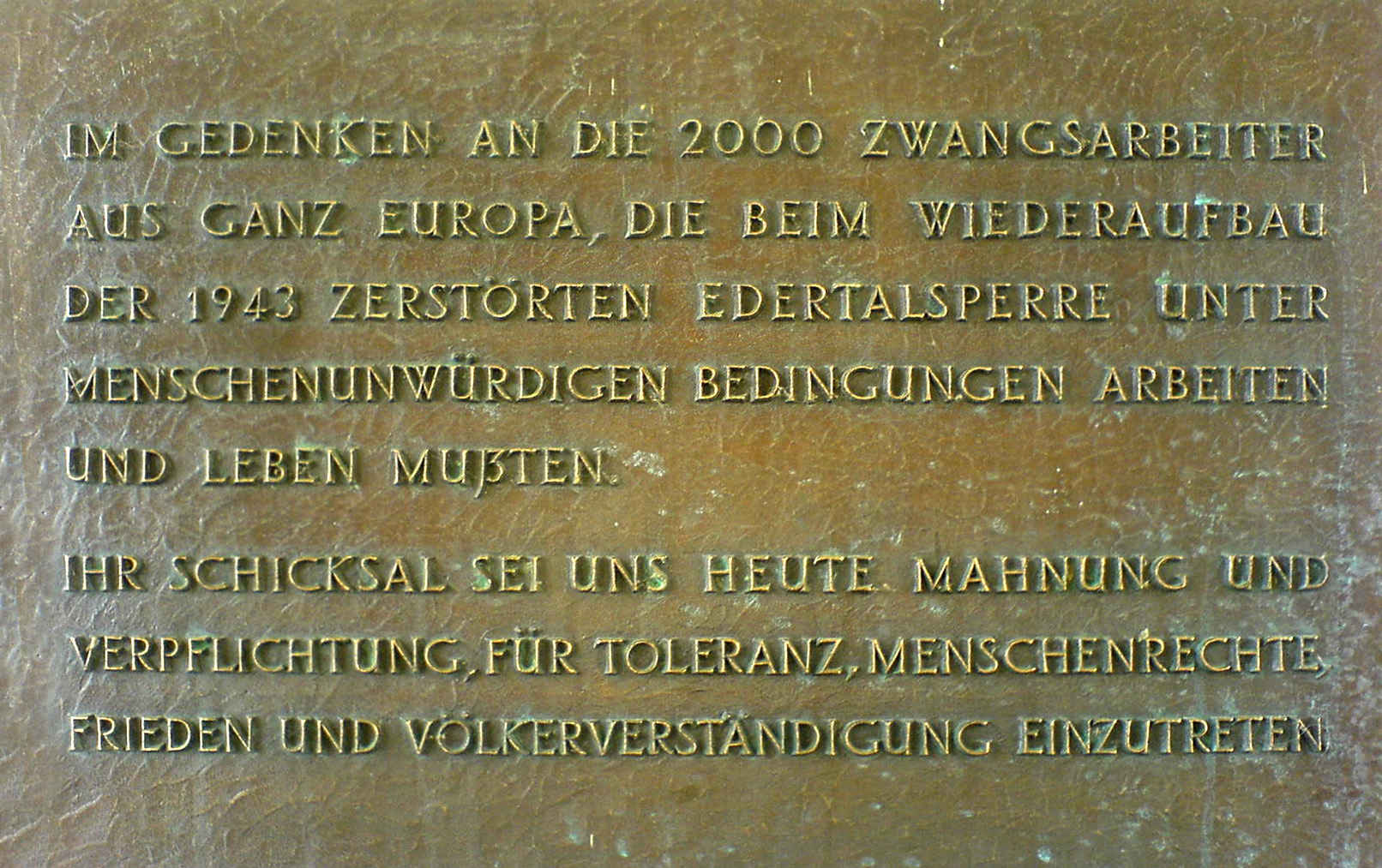
Gedenktafel für die zum Wiederaufbau verpflichteten Zwangsarbeiter

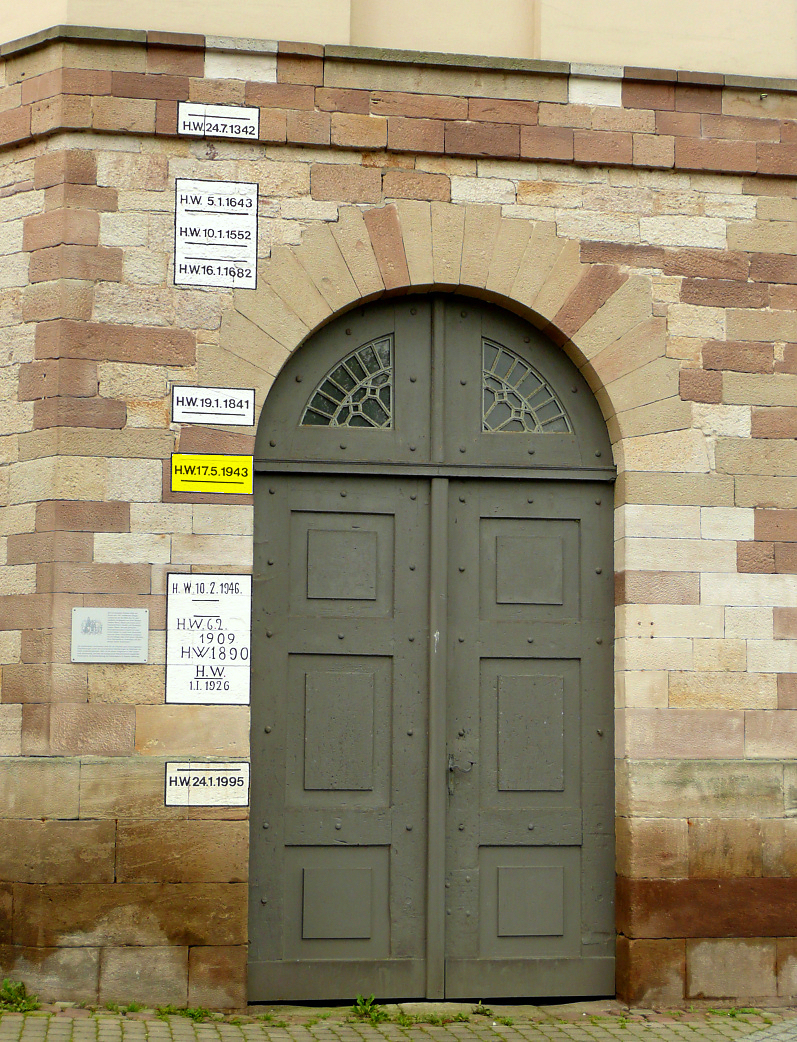
Hochwassermarken in Hann. Münden, zur Flutwelle von 1943 nachträglich gelb koloriert

Im Zweiten Weltkrieg hoffte die Royal Air Force mit der Operation Chastise („Züchtigung“) durch die Angriffe auf die Möhne-, Sorpe-, Ennepe- und Listertalsperre, Transportwege und Wasserversorgung der Rüstungsindustrie im Ruhrgebiet entscheidend zu treffen. Während dieser Operation sollte mit dem Angriff auf die Staumauer der Edertalsperre die Wasserstandsregulierung von Weser und Mittellandkanal gestört werden.
Am 17. Mai 1943 kurz vor 2 Uhr nachts wurde die Ederstaumauer bei einem Angriff der britischen No. 617 Squadron unter dem Kommando von Wing Commander Guy Gibson stark beschädigt:
Um die Netzsperren vor der Staumauer zu überwinden, wurde dabei eine speziell für diesen Zweck konstruierte Roll- oder Rotationsbombe eingesetzt, die von einer speziellen Vorrichtung an Bord eines Bombers des Typs Avro Lancaster in Rotation versetzt und dann abgeworfen wurde. Ähnlich wie beim Steinehüpfen, bei dem ein horizontal über das Wasser geworfener Stein flach über das Wasser springt, sprang die (gegen die Flugrichtung) rotierende Bombe nach dem Abwurf erst über die Wasseroberfläche und dann über die Netzsperren hinweg in Richtung Staumauer. Danach sank sie wasserseitig vor der Mauer herab, und ihr Sprengsatz detonierte in einer vordefinierten Tiefe. Durch die Explosion entstand in der Mauer eine halbkreisförmige Öffnung von etwa 22 m Höhe und an der Mauerkrone 70 m Länge. Durch diese strömten durchschnittlich 8000 m³ Wasser pro Sekunde aus – insgesamt rund 160 Millionen m³, was rund 80 % des Speicherraums ausmacht.
In der Folge ergoss sich eine 6 bis 8 m hohe Flutwelle durch das untere Edertal nach Fritzlar, Wabern und Felsberg und durch das Fuldatal (Kassel) zum Weserstein (Hann. Münden) und schließlich ins Obere Wesertal. Die Flutwelle, die von den Anwohnern als eine weiß schäumende und laut grollende Gischt beschrieben wurde, führte dazu, dass hunderte Häuser sowie Fabriken, Eisenbahnstrecken, Straßen, Brücken und Bäume stark beschädigt, zerstört oder weggespült wurden. Die Flut verwandelte nicht nur die teils weit ausgedehnten Täler um die Schwalm-Eder- und Eder-Fulda-Mündung in einen teils mehrere Kilometer breiten „See“, sondern überflutete auch die rund 35 km von der Staumauer entfernte Niederung der Fulda im Kasseler Becken, so dass dort zum Beispiel Bettenhausen, die Unterneustadt und die Karlsaue mit der Orangerie vom Wasser heimgesucht wurden.
Bei den Vorbereitungen zur Bombardierung spielte das Derwent Reservoir (Derbyshire) eine wichtige Rolle. Diese Talsperre ist bezüglich Bauzeit, Aufgabenstellung, geologischer Voraussetzung und Bauweise der an der Eder recht ähnlich. Nach technischen Problemen am Derwent Reservoir hatten in der Zeit vor dem Ersten Weltkrieg die deutschen Ingenieure der Edertalsperre ihre Erkenntnisse mit den britischen Kollegen geteilt. So war das Derwent Reservoir nicht nur die ideale Übungsfläche für den Angriff auf diesen, sondern darüber hinaus zeigten die von den deutschen Ingenieuren zurückgelassenen Pläne Schwachstellen für einen Angriff auf.
Angaben über die Anzahl der Menschen, die in der Wasser-, Schlamm- und Schuttwelle unterhalb der Edertalsperre ihr Leben verloren, sind widersprüchlich. Die Zahlen schwanken zwischen 47 und 68 Todesopfern. Einige Beiträge jüngeren Datums, in denen der Tod von 749 ukrainischen kriegsgefangenen Zwangsarbeitern in einem Arbeitslager unterhalb der Staumauer erwähnt wird, beruhen wahrscheinlich auf einer Verwechslung mit der Möhnekatastrophe, bei der – ebenfalls während der Operation Chastise – die Möhnetalsperre stark beschädigt wurde. Es gibt jedoch keine zuverlässige Quelle, aus der hervorgeht, dass sich im Umfeld der Edertalsperre zum Zeitpunkt des Bombardements ein Zwangsarbeiterlager befunden haben soll. Ein solches Lager wurde dort erst nach dem Angriff zur Wiederherstellung der Staumauer eingerichtet.
Ein privat von einem Soldaten gedrehter Film zeigt unter anderem die stark beschädigte Staumauer wenige Stunden nach dem Angriff (siehe Abschnitt Filme und Spiele).
Wiederaufbau
Die stark beschädigte Staumauer wurde noch im selben Jahr durch Zwangsarbeiter der Organisation Todt wiederaufgebaut. Für eine bessere Überwachung des Bauwerks wurde ein Kontrollgang auf der Gründungssohle ausgebrochen. Hilfskräfte der Hitlerjugend und des Reichsarbeitsdienstes bauten auch zahlreiche Häuser und andere wichtige Bauten wieder auf.
Sanierungen
Sanierungen der Staumauer fanden 1946 bis 1947, 1947 bis 1948 und 1961 bis 1962 statt: In den 1940er Jahren wurden Verpressungen (Injektionsdichtung) vorgenommen, in den 1960er Jahren ein kompletter Verpressschleier mit Zementleim verwendet, um dem vermehrten Wasserdurchfluss entgegenzuwirken, den die Rotationsbombe insbesondere im Mauerwerk rund um die Sprenglücke verursacht hatte.
70. Jahrestag des Angriffs auf die Edersperrmauer
Das Sperrmauer Museum Edersee organisierte zum 70. Jahrestag des Angriffs auf die Edersperrmauer eine internationale Gedenkveranstaltung, die am 17. Mai 2013 auf dem im Edertaler Ortsteil Edersee liegenden Vorplatz der Staumauer stattfand. Unter Beteiligung regionaler Stellen nahmen daran Vertreter aus Australien, Deutschland, England, Neuseeland und den USA teil. Die Veranstaltung fand weltweit Beachtung in den Medien.

## Generalsanierung der Staumauer 1991–1994
Zwei umfangreiche Dokumentationen der WSV sind Grundlage der nachfolgenden Ausführungen.
Ausgangslage
Anfang der 1980er Jahre hatte die Bundesanstalt für Wasserbau (BAW) als wissenschaftliche Fachbehörde der WSV den Auftrag erhalten, die Standsicherheit der Staumauer zu untersuchen, um die Talsperre für weitere 80 bis 100 Jahre betreiben zu können. Vorberechnungen zur Belastung unter Vollstau hatten schon gezeigt, das die Biegespannungen an der Wasserseite der sehr schlanken Mauer gerade noch durch das Eigengewicht ausgeglichen würden. Zur Beurteilung der Festigkeit und Durchlässigkeit des Bruchsteinmauerwerks und des Felsuntergrundes wurden 1984 durch die BAW umfangreichen Messeinrichtungen installiert und ausgewertet. Die 1988 präsentierten Ergebnisse zeigten, dass entgegen der Annahmen bei der Planung doch Wasserdruck in der Gründungssohle und in der Mauer auftritt, sodass der Auftrieb Berücksichtigung finden musste.
Daraufhin wurde umgehend die Absenkung des zulässigen Aufstaus der Talsperre um 1,5 Meter auf 243,5 m ü. NHN angeordnet, die erst mit Vorliegen des Nachweises einer ausreichenden Standsicherheit aufgehoben werden könnte. Damit war eine Verringerung des Stauraumvolumens um 8 % oder rund 16 Mio m³ verbunden. Um dies auf Dauer zu vermeiden, entwickelte die WSV-Verwaltung ein Sanierungskonzept, das im Kern die Erhöhung der Druckkräfte auf der Wasserseite beinhaltete. Dabei fand auch die neue DIN 19700 Berücksichtigung, die einen Nachweis zur schadlosen Abfuhr eines 1000-jährigen Hochwassers fordert. Für die Eder wurde der entsprechende Durchfluss zu 1100 m³/s ermittelt, der einen Wasserstand im Stausee von 246,86 m ü. NHN bedeutet und damit knapp unterhalb Oberkante Mauerbrüstung stehen würde. Mit diesen Grundlagen erfolgten Neuberechnungen auf Basis der Finite-Elemente-Methode zur Spannungsverteilung in der Staumauer, die im Ergebnis Zugspannungen auf der Wasserseite detektierten. Damit bestand die Gefahr des Aufreißens von Mauerfugen, sodass eine ausreichende Standsicherheit der Edermauer nicht gegeben war.
Als bedeutendstes technisches Großdenkmal in Hessen musste der ausgearbeitete Sanierungsentwurf den Denkmalschutz berücksichtigen, der eine weitgehende Erhaltung des Erscheinungsbilds und der Originalbausubstanz forderte. Im Mittelpunkt standen dabei die gemauerten Bögen auf der Luftseite, weshalb alle Lösungen mit Aufbauten zur Beschwerung der Mauer ausgeschlossen werden mussten. Um eine optimale Bewirtschaftung der Talsperre auch während der Zeit der Bauarbeiten zu ermöglichen, war eine Absenkung des Seewasserspiegels möglichst zu vermeiden bzw. zu minimieren. Aufgrund der Standsicherheitsberechnungen war nur der Bereich zwischen den Torhäusern gefährdet, der durch das Einbringen von Felsankern in der Mauer saniert werden sollte.
Wasserbauliche Modellversuche

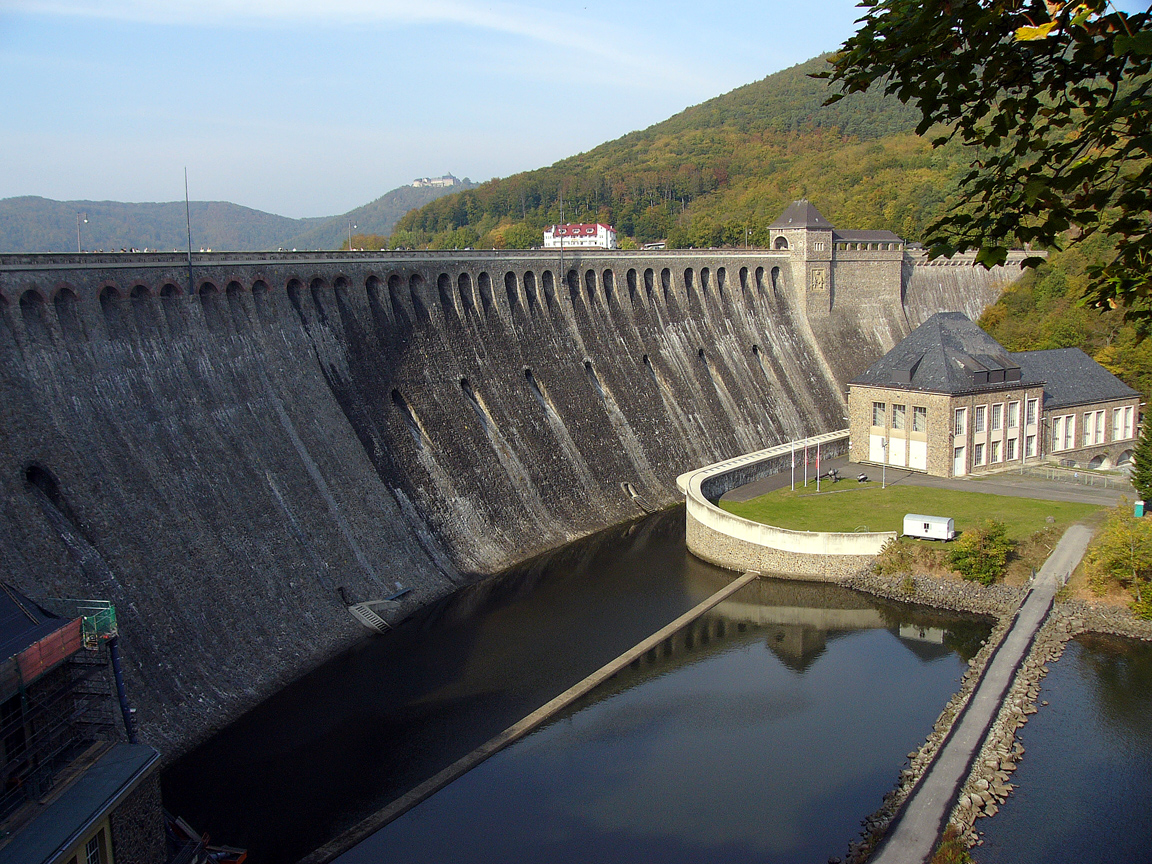
Die sanierte Prallmauer vor dem Kraftwerk

Die alte Hochwasserentlastung an der Mauerkrone war nur für einen Abfluss von 680 m³/s ausgelegt. Für die fast doppelt so hohe Wassermenge des 1000-jährigen Hochwassers wurden an der TU Braunschweig verschiedene Varianten an einem Modell im Maßstab 1:25 untersucht, um eine konstruktiv und strömungstechnisch optimierte Neugestaltung der Staumauer mit den Überläufen vornehmen zu können. Für die Ausgestaltung der Notauslässe gab es ein zweites Modell im Maßstab 1:10.
Da die Mauerkrone zum Einbringen der Felsanker entfernt werden musste, konnten der Überlauf und die Pfeiler völlig neu gestaltet werden. Zu berücksichtigen war nur die vorhandene lichte Höhe zwischen Krone und Unterseite der Fahrbahnbrücke, die den maximalen Überlauf begrenzt. Anhand der Modellversuche wurden die neuen Vorpfeiler und die neue Krone sowie das Tosbecken und die Sammelrinne im Unterwasser neu gestaltet, um das 1000-jährliche Hochwasser schadlos ableiten zu können. Im Besonderen wurde die Prallmauer vor dem Kraftwerk auf der linken Mauerseite mit einem auskragenden Kopf versehen, wodurch die drohenden Überschwemmungen im Bereich des Kraftwerks vermieden werden.
Erneuerung Staumauerkopf

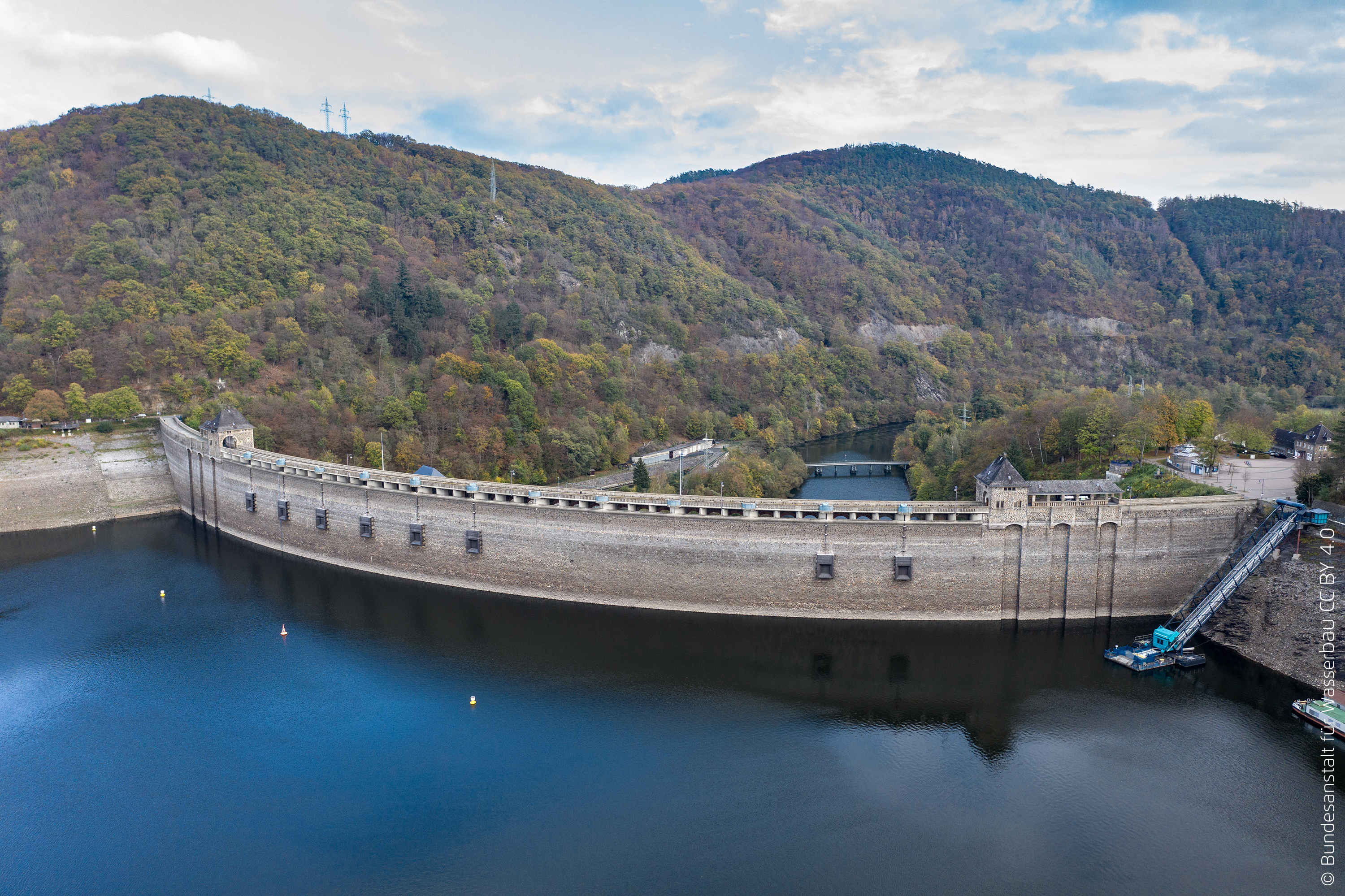
Die erneuerte Mauer der Edertalsperre von der Wasserseite aus mit den Schiebern der Notauslässe

Nach Ausschreibung des Sanierungsentwurfs der WSV-Verwaltung gingen 12 Angebote ein, zu denen noch 39 Nebenangebote eingereicht wurden. Nach gründlicher Auswertung und Prüfung aller vorgelegten Entwürfe und Angebote hatte das Nebenangebot der Bietergemeinschaft Brüggemann aus Duisburg und Oevermann aus Münster neben der Nähe zum Amtsentwurf einen deutlichen Kostenvorteil. Es beinhaltete für den Mauerbereich zwischen den beiden Torhäusern insgesamt 104 Dauerfelsanker von bis zu 71 Meter Länge, die die Zugspannungen an der Wasserseite überdrücken sollten. Die Einleitung und Verteilung der hohen Ankerlasten erforderte einen durchlaufenden und stark bewehrten Lastverteilungsbalken für die Ankerköpfe, der unterhalb der vorhandenen Hochwasserüberläufe einzubauen war. Dafür mussten der Brückenüberbau mit der Kronenfahrbahn sowie die Überläufe mit ihren Pfeilern zeitweise entfernt werden. Vorteil des Sondervorschlags der Bietergemeinschaft war, dass nur ein Teilabbruch der Krone erforderlich war und die luftseitigen Pfeiler mit den historischen Sandsteinbögen stehen bleiben konnten.
Die Bauarbeiten erfolgten in den Jahren 1991 bis 1994, währenddessen eine Absenkung des Stausees bis auf Kote 238 m ü. NHN erforderlich war. Der Bauvorgang erfolgte von Süden nach Norden als Linienbaustelle schrittweise für jeweils drei Überläufe über eine Blocklänge von rund 18 Meter. Der Teilrückbau entfernte in der Höhe rund acht Meter Mauer auf der Wasserseite bis unterhalb der Hochwasserüberläufe. In diesem Teilstück entstand ein neuer Kontrollgang mit 2,20 m Breite und 2,90 m Höhe, auf dessen Sohle der 1,10 m breite Lastverteilungsbalken verläuft. Nach Abschluss der Betonarbeiten für den Gang und die neue Überlaufschwelle mit den neuen Pfeilern konnte jeder Block mit der Herstellung der 3-Feld-Brücke abgeschlossen werden, auf die später die zwischengelagerte Sandsteinbrüstung gesetzt wurde. Die Betonmauer erhielt anschließend an der Wasserseite wieder eine Natursteinverblendung.
Einbau der Felsanker
Nach Fertigstellung eines Brückenelements konnten in dem Feld die notwendigen Bohrarbeiten für die Einbringung der Felsanker durchgeführt werden. Dazu waren in der Brücke und der Decke des Kontrollgangs Öffnungen gelassen worden. Nach einer Pilotbohrung mit 14,6 cm Durchmesser wurden die Bohrlöcher für die Anker mit einem Spezialbohrer aufgeweitet. Die hochpräzisen Bohrungen mussten mit einem sehr spitzen Winkel von 3,2 Grad niedergebracht werden, da der untere Kontrollgang nicht angebohrt werden durfte, der im Abstand von 2,5 m hinter der Wasserseite verläuft. Daneben waren auch die acht Notauslässe auszusparen, die vor der Gesamtsanierung schon reaktiviert worden waren. Die 104 Dauerfelsanker haben einen mittleren Abstand von 2,25 m und ragen bis zu 23 Meter unter die Mauersohle in den Fels. Jeder einzelne Anker musste mit einer Kraft von 4500 KN (rund 450 t) gespannt werden.
weitere Erneuerungen
Im Rahmen der Generalsanierung wurden auch die Notauslässe und Grundablässe sowie das Kraftwerk mit ihren Zuleitungen grundlegend instand gesetzt. Einzelheiten dazu finden sich im folgenden Kapitel der Betriebseinrichtungen.

## Betriebseinrichtungen und technische Daten
Stausee

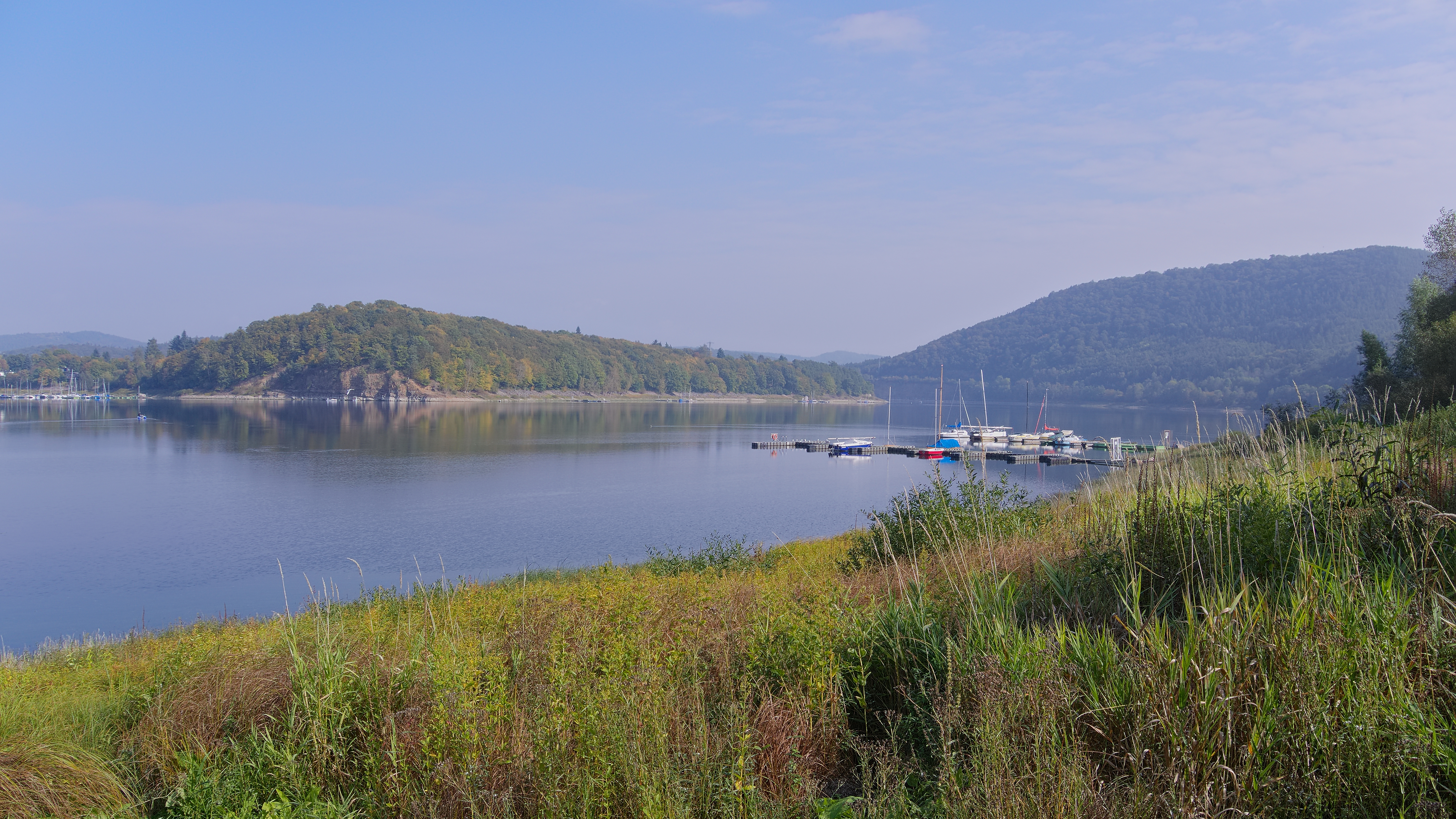
Der Stausee bei Bringhausen

Bei Vollstau auf 244,97 m ü. NHN bedeckt der Stausee eine Fläche von 11,8 Quadratkilometern (km²) und ist damit im Ranking nach dem Forggensee die zweitgrößte Talsperre in Deutschland. Ihr Speichervermögen war ursprünglich zu 202,4 Mio. m³ festgelegt worden und musste nach einem Laser-Scan-Verfahren im Jahr 2003 auf 199,3 Mio. m³ korrigiert werden. Bei Messungen des Wassertechnischen oAmtes Rödenberg ergaben sich 2004 nur 198,769 Mio. m³. Auch mit dieser Größe ist die Edertalsperre die drittgrößte in Deutschland und gehört damit zu den 12 deutschen Sperren mit einem Inhalt von mehr als 100 Mio. m³ Wasser (siehe: Liste von Talsperren in Deutschland). Im Normalbetrieb wird vor der Staumauer eine maximale Wassertiefe von 41,7 m erreicht, die bei Hochwasserüberlauf fast zwei Meter größer werden kann. Die Oberfläche des Edersees besitzt eine Breite zwischen 175 und 1000 Meter. Bei Vollstau ist er insgesamt 28,5 km lang und besitzt dabei eine Uferlänge von 69,4 km. Ein durchgängiger Randweg, wie er an anderen Talsperren angelegt wurde, existiert jedoch am Edersee nicht. Als eine der wenigen Talsperren besitzt die Edertalsperre am Einlauf der Eder kein Vorbecken mit Dauerstau, das schädliche Wasserinhaltsstoffe von der Hauptsperre fernhalten kann.
Hochwasserschutzraum

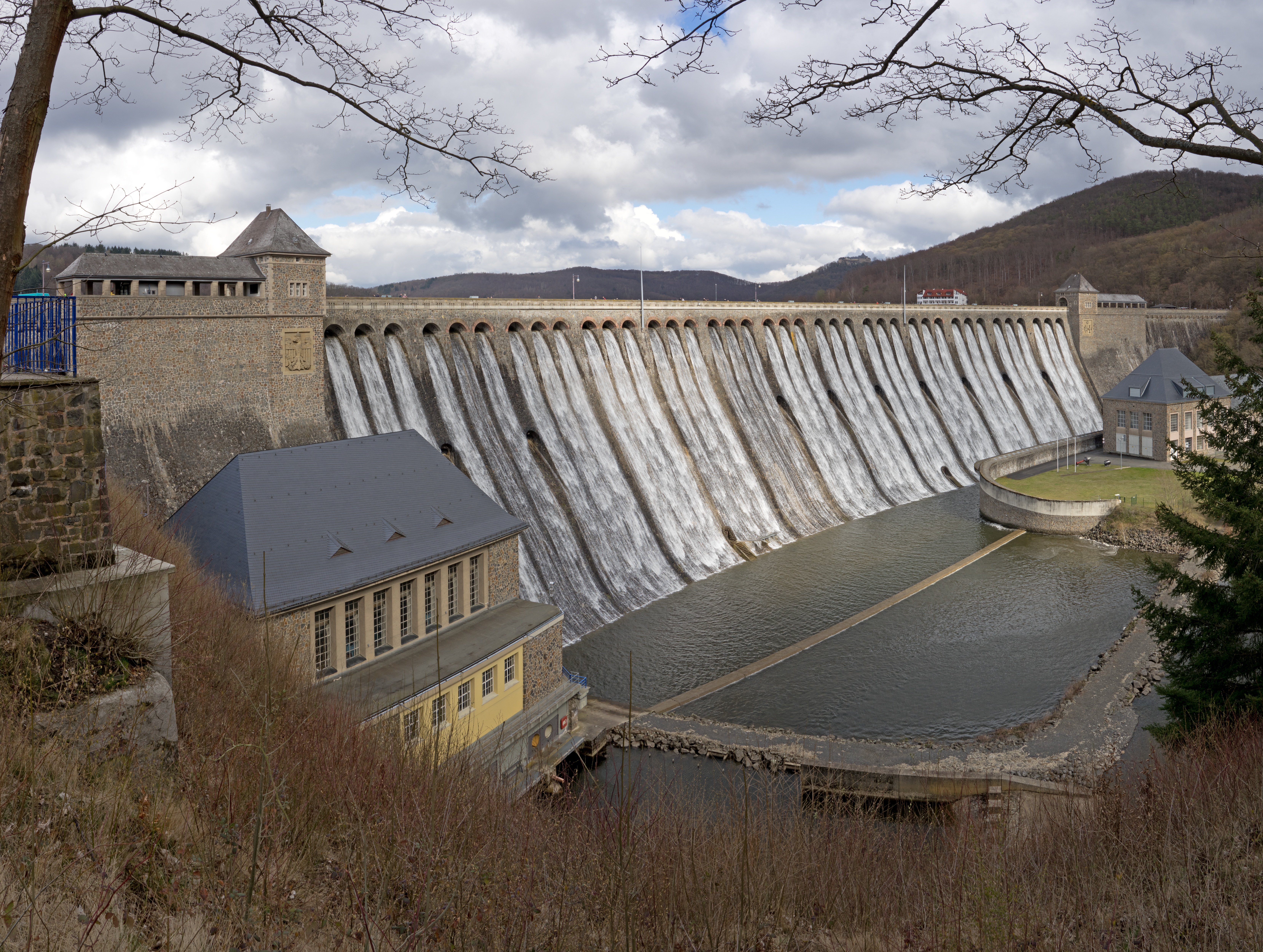
Hochwasserüberlauf der Edertalsperre, April 2021

Für die Zeit zwischen dem 1. November eines Jahres und dem 1. Mai des darauffolgenden Jahres muss in der Edertalsperre ein behördlich festgelegtes Volumen als Hochwasserschutzraum frei gehalten werden. Mit seiner Füllung kann bei starkem Zulauf Wasser im Stausee zurückgehalten werden, sodass weniger Wasser abgegeben wird als in die Sperre hinein läuft. Dadurch erfolgt eine Kappung der anlaufenden Hochwasserwelle, sodass die Unterlieger an Eder, Fulda und Weser vor größeren Überschwemmungen bewahrt werden. Das Volumen des Hochwasserschutzraums konnte im Laufe der Zeit mehrfach den aktuellen Erkenntnissen angepasst werden. Derzeit muss bis zum 15. Dezember ein Volumen von 70 Mio. m³ zur Verfügung stehen. Danach darf die Größe über mehrere Stützpunkte linear abnehmen, damit mit den Niederschlägen des Winters am 1. April wieder der Vollstau erreicht werden kann.
Im Hochwasserfall erfolgt die Talsperrensteuerung und die Abgabeplanung durch das WSA Weser in enger Abstimmung mit den weiteren zuständigen Wasserwirtschaftsbehörden, damit die Auswirkungen des Hochwassers weitgehend begrenzt und alle Belange der Betroffenen berücksichtigt werden. Dabei kann es vorkommen, dass trotz nachlassenden Regens die Abgabe hoch gehalten wird. Dies erfolgt dann in vorausschauender Weise, wenn weitere, hohe Niederschläge erwartet werden. Durch eine derartige Vorentlastung wird der Hochwasserschutzraum wieder frei gefahren, um wieder Platz zu schaffen.
Im Einzelfall kann es notwendig werden, die Talsperre noch stärker zu entleeren. Beispielsweise war während der Hochwasserperiode zu Weihnachten 2023 ein Retentionsraum von rund 90 Mio m³ erzeugt worden, wodurch bei einem Zufluss der Eder von 400 m³/s der Ablauf auf 105 m³/s reduziert wurde. Die Reduktion um rund 300 m³/s bringt über 1 Mio m³ pro Stunde in den Stausee, sodass über einen Tag der Schutzraum um 25 Mio m³ vermindert wird. Grundsätzlich wird die kontrollierte und eng überwachte Wasserabgabe einem unkontrollierbaren Überlaufen vorgezogen. Zwar wird dadurch die Hochwasserdauer im Unterlauf verlängert, aber entscheidend ist dabei, das der Pegelhöchststand deutlich niedriger ausfällt.
Staumauer
Das Absperrbauwerk der Edertalsperre ist eine Gewichtsstaumauer nach dem Intze-Prinzip, die im Querschnitt vereinfacht dreiecksförmig ist. Die im Bogen mit einem Radius von 305 Meter gegen den Wasserdruck verlaufende Staumauer besitzt eine Kronenlänge von 400 m und ist an der Sohle etwa 270 m lang. Der leicht bogenförmige Verlauf soll die auftretenden Temperaturspannungen besser auffangen und ohne Rissbildung in den Untergrund ableiten. Die Basisbreite der Mauer beträgt an der Sohle 36 m und verjüngt sich bis zur Krone auf sechs Meter. Die dort verlaufende Fahrbahn liegt 48 Meter über der Gründungssohle. Im Gegensatz zu anderen Intze-Mauern besitzt die Edermauer nicht den typischen Intzekeil an der Wasserseite. Zur Minderung des Sohlwasserdrucks hatte man seinerzeit lagenweise einen Lehmschlag von ein Meter Stärke bis zu 30 Meter vor dem Mauerfuss ausgebracht. Die Mauer besitzt auf der Wasserseite eine 2,5 cm starke Putzschicht aus einem Gemisch von Zement, Trass und Kalk, die mit einem zweifachen Siderosthen-Anstrich versehen ist, um das Eindringen von Wasser zu verhindern. Diese Dichtungsschicht wird geschützt durch ein 75 cm dickes Vormauerwerk.

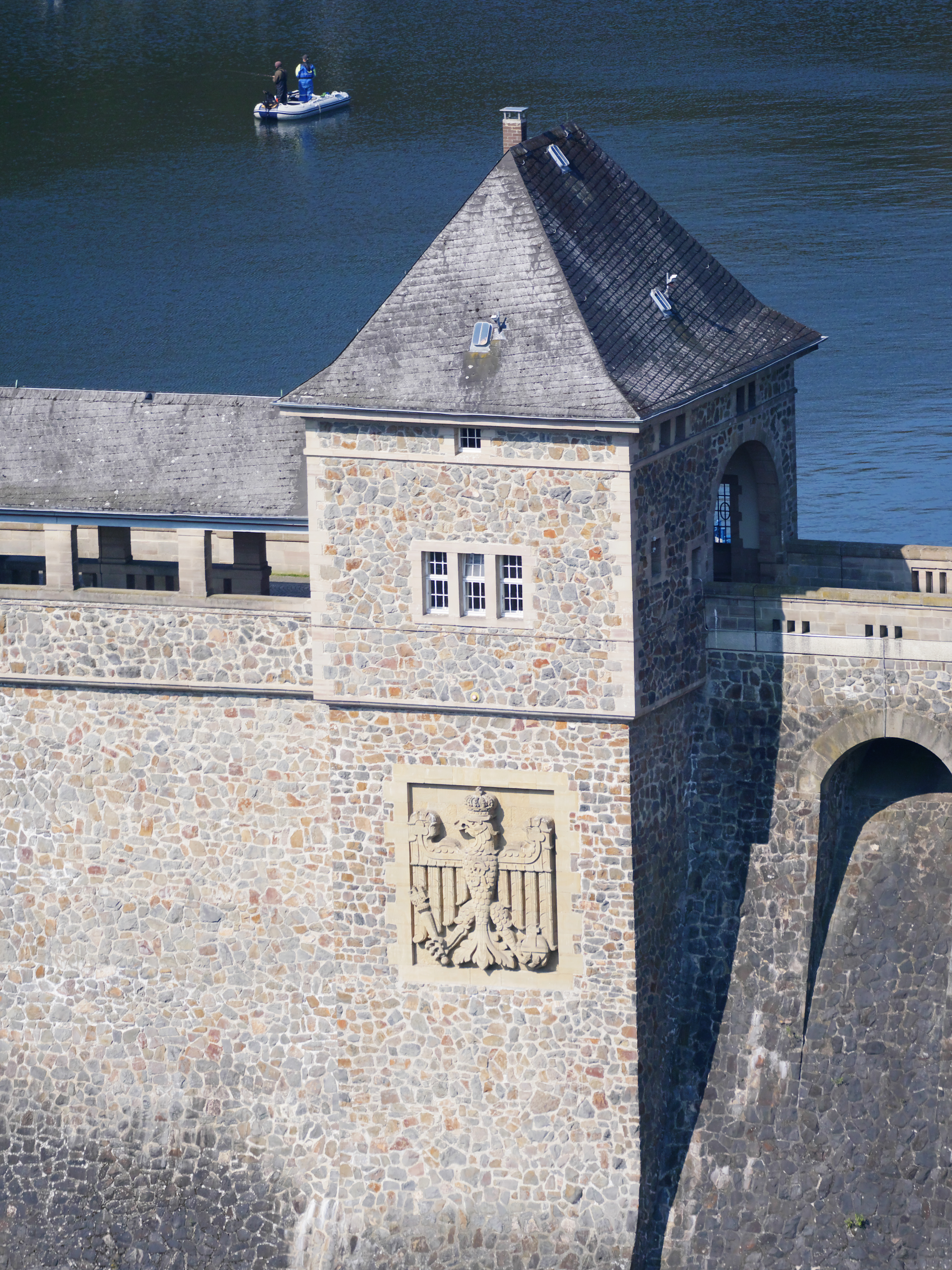
Torhaus rechte Seite
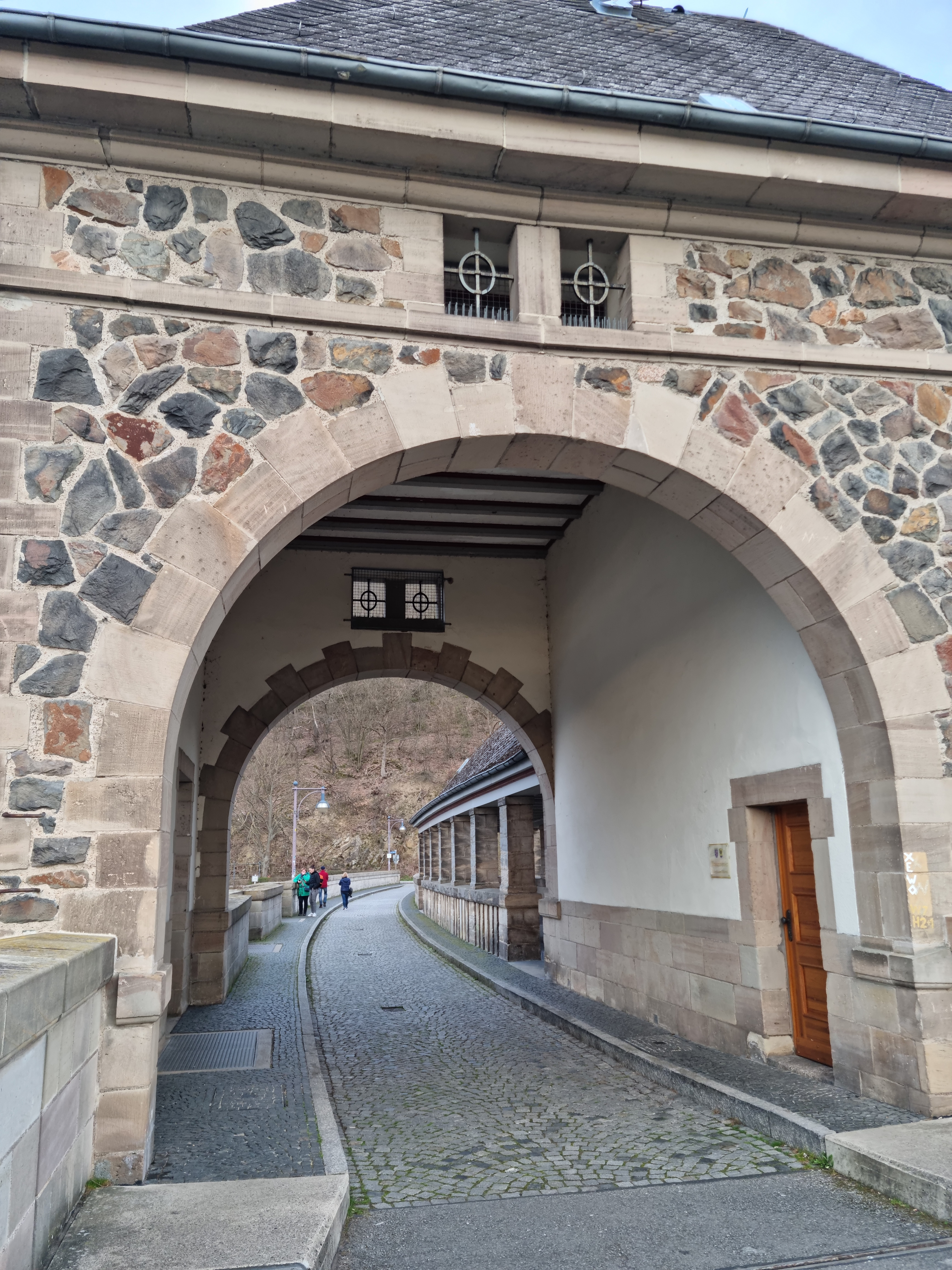
Blick durch das linke Torhaus auf die Kronenfahrbahn
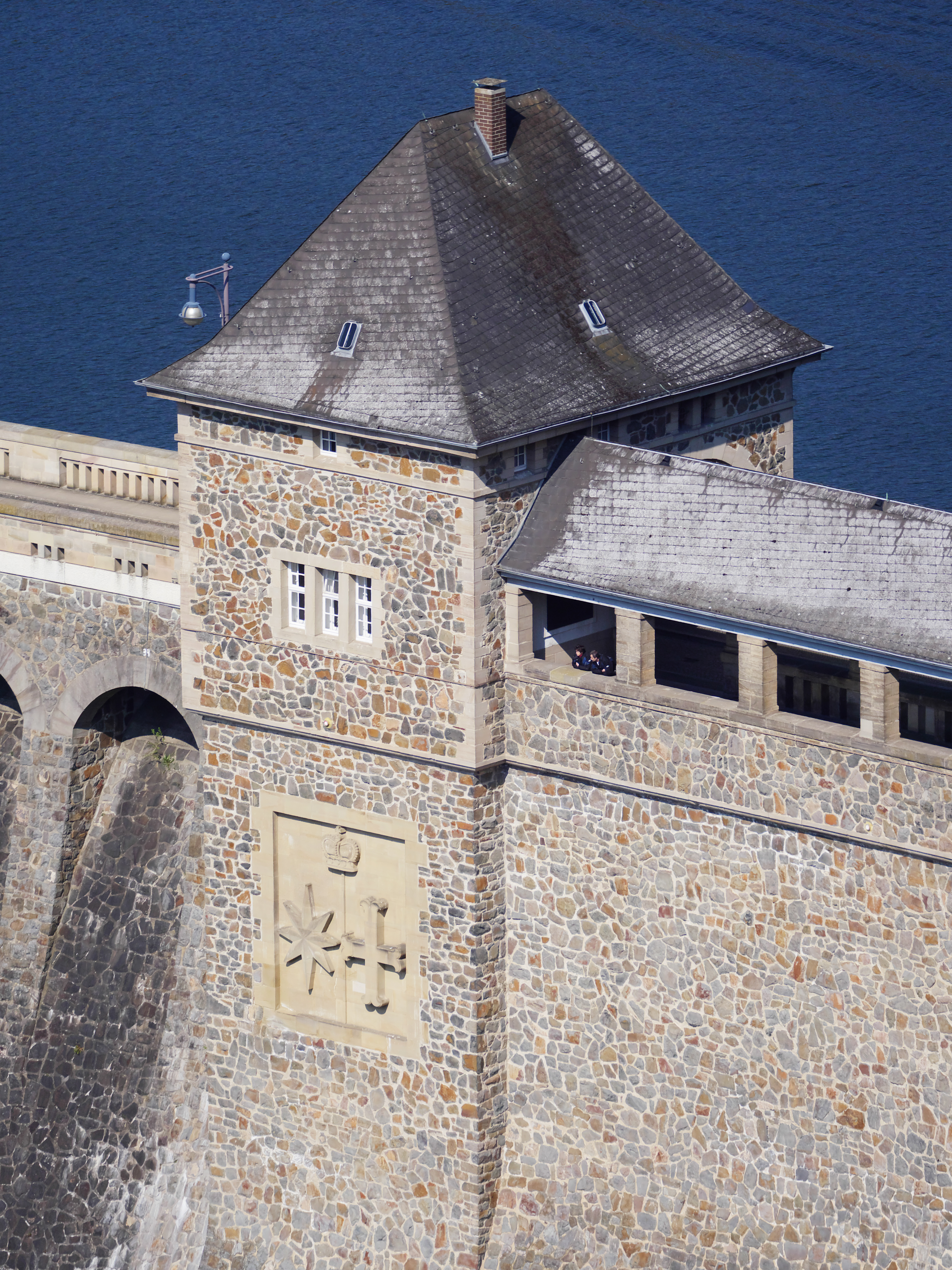
Torhaus linke Seite
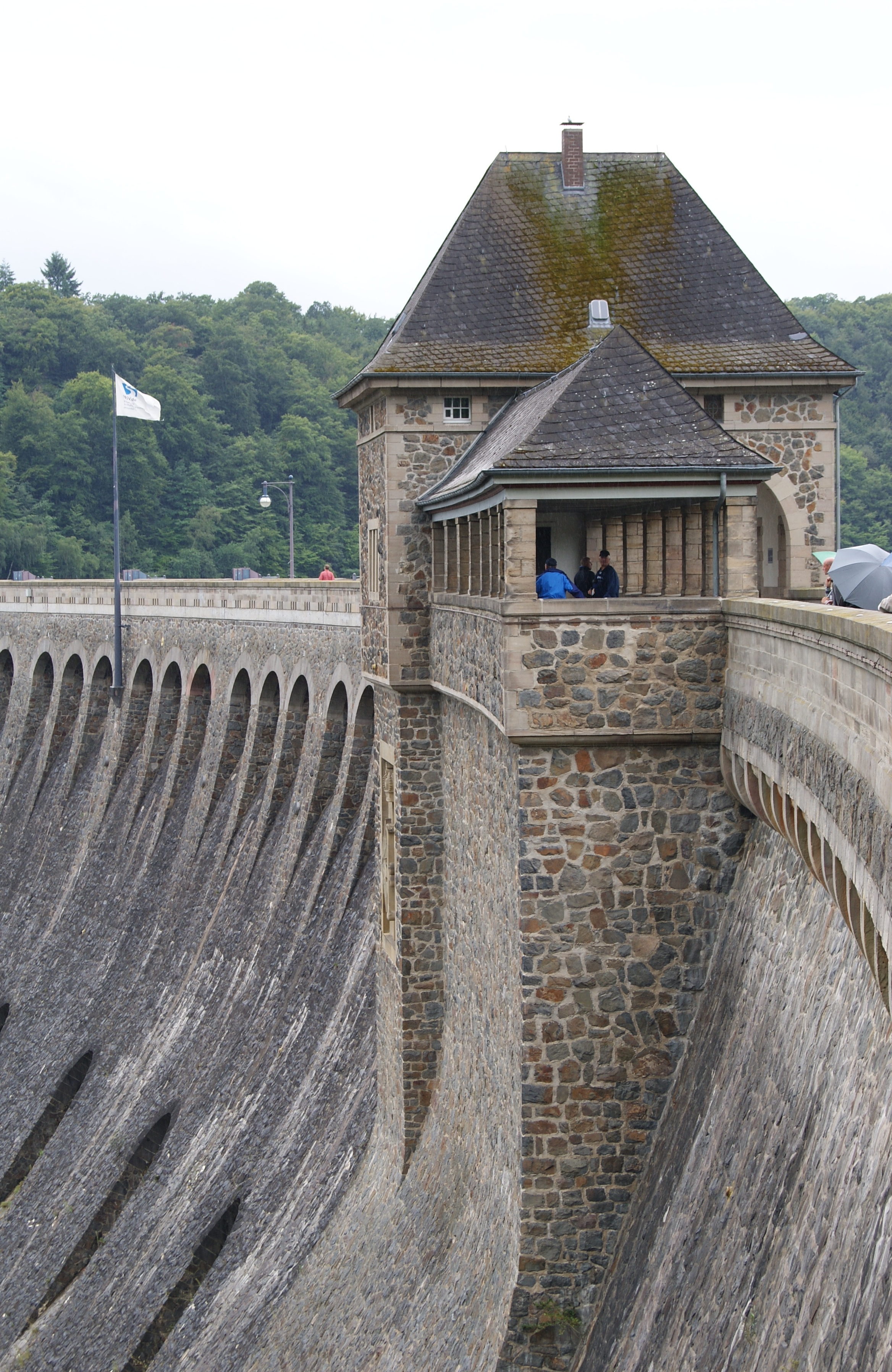
Linkes Torhaus mit Halle über Schieberschacht

Kontrollstollen
Seit 1944 existiert ein Kontrollgang auf der Gründungssohle von 1,50 m Breite und 2,10 m Höhe, der bei der Wiederherstellung der Mauer nach dem Fliegerangriff 1944 ausgebrochen worden war. Zwischen Gang und Wasser des Edersees sind noch 2,50 m Mauer vorhanden. Dieses Teilstück musste beim Einbringen der Felsanker genau durchbohrt werden. Ein weiterer Gang ist bei der Sanierung in den 1990er Jahren unter der Kronenfahrbahn geschaffen worden, der den Zugang zu den Köpfen der Felsanker bildet.
Hochwasserentlastung

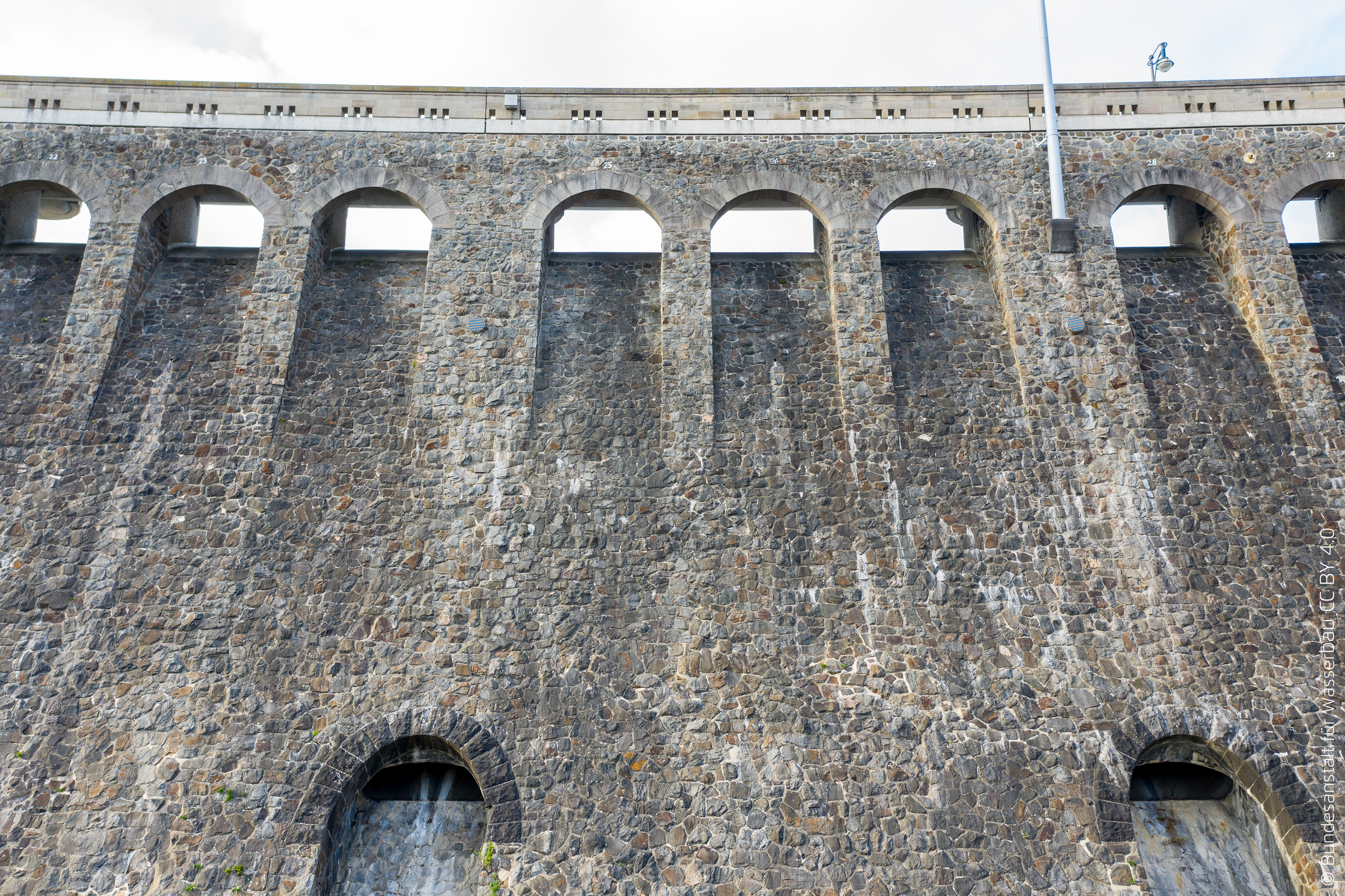
Hochwasserentlastung von der Luftseite mit zwei Notauslassöffnungen

Zwischen den beiden Torhäusern auf der Mauer befinden sich unterhalb der Fahrbahn 39 Durchlässe zur Hochwasserentlastung. Ab einem Wasserstand von 245 m ü. NHN werden die jeweils 3,8 m breiten Schwellen überströmt und lassen auf insgesamt 148,2 m Schwellenlänge das überstehende Wasser an der Luftseite herablaufen kann. Die vorstehenden Bruchsteine sorgen dabei für eine erste Energieumwandlung bevor das Wasser am Mauerfuß im Sammelbecken zur Ruhe kommt. Im Rahmen der Generalsanierung mussten alle Durchlässe auf der Wasserseite einschließlich der Überlaufkante entfernt werden. Durch Modellversuche waren die Pfeiler im Einlaufbereich und die Schwelle für den Neuaufbau optimiert worden, um das 1000-jährige Hochwasser schadlos abführen zu können. Aus Sicherheitsgründen muss die Hochwasserentlastungsanlage die komplette Menge von 1.100 m³/s abführen können, da eventuell die anderen Wege mit mechanischen Verschlüssen nicht zur Verfügung stehen.
Notauslässe

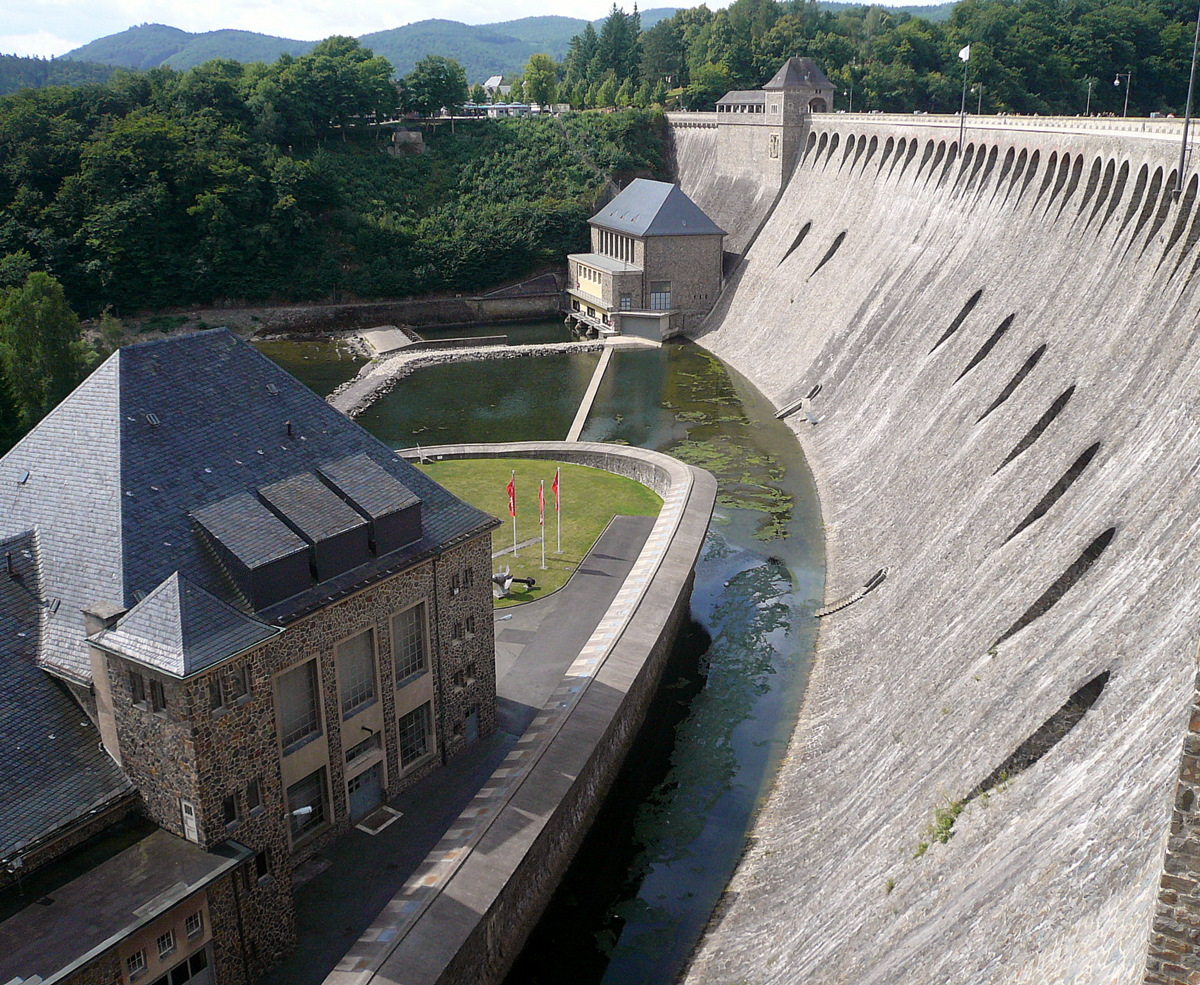
Öffnungen der Notauslässe in der Mauer

Gegenüber vergleichbaren Intze-Staumauern hatte man bei der Edermauer die Notwendigkeit einer zusätzlichen Wasserableitung erachtet, weil die gemeinsame Abgabe aus den Grundablässen und dem Kraftwerk auf 234 m³/s begrenzt war. Während des Mauerbaus wurden daher zwölf Meter unter der Krone auf 232,78 m ü. NHN (Rohrachse) insgesamt 12 Zwischenauslässe in der Mauer eingelassen. Diese verlaufen nach einem runden Einlauf von 2,05 m Durchmesser schräg nach unten durch die Mauer und enden als Maulprofil sieben Meter tiefer an der Luftseite. Dadurch sollte bei Starkregen und drohendem Hochwasser schon vor Erreichen des Vollstaus eine Vorentlastung der Talsperre ermöglicht werden. Vier dieser Notauslässe waren 1943 beim Bruch der Mauer zerstört und nicht wieder hergestellt worden. Die verbliebenen acht mussten 1961 mit Betonplomben verschlossen werden, da sich bei den wenigen Einsätzen hohe Beanspruchungen an der Mauer gezeigt hatten. Daneben waren bei den Schützen und Dichtungen Funktionseinschränkungen aufgetreten. Für die Bauzeit der Generalsanierung der Mauer mussten die acht Notauslässe wieder vollumfänglich funktionsfähig gemacht werden, um bei Hochwasser genügend Wasser abführen zu können. Grundlage bildeten die hydraulischen Modellversuche. Zum Schutz des Mauerwerks erhielten die Leitungen eine dünnwandige Stahlauskleidung und einen neuen Absperrschieber an der Wasserseite. Mit einem strömungsgünstigen Mundstück und einer zusätzlichen Belüftungsleitung DN 500 hinter dem Schieber ließ sich ein glatter, beschleunigter Abfluss erreichen. Als Abgabeleistung wurde für jede Leitung ein Volumenstrom von 52,6 m³/s ermittelt, sodass bei dem Füllstand 243,5 m ü. NHN rund 420 m³/s über die Notauslässe entlastet werden können.
Grundablässe

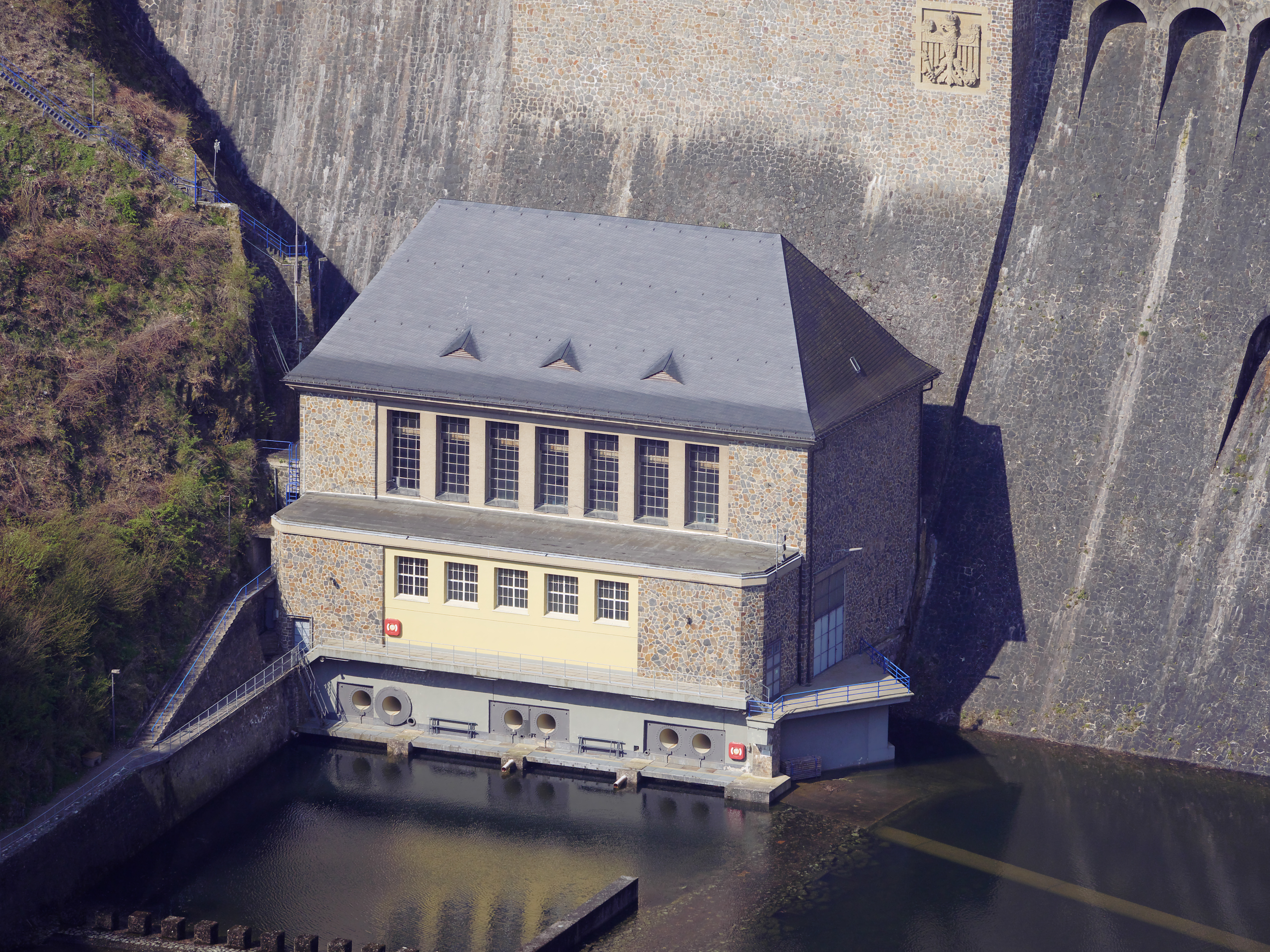
Die Ausläufe der 6 Grundablassleitungen unterhalb des ehemaligen Kraftwerks Hemfurth II

Zur Entleerung des Stausees liegen am südlichen Ende der Mauer in Fließrichtung rechts am Mauerfuß die drei Stollen für die Grundablassleitungen aus genieteten Flußeisenblechen. Wegen der Dauerschwingungen im Betrieb und der Neigung zum Sprödbruch stellten die sechs darin verlaufenden Rohrleitungen von 1350 mm Durchmesser ein erhebliches Sicherheitsrisiko dar und mussten im Zuge der Generalsanierung erneuert werden. Ein direkter Austausch war nicht möglich, weil dazu die Talsperre hätte entleert werden müssen. Daher wurden zur Erneuerung unter Staubetrieb kleinere Stahlrohre DN 1200 mm in die vorhandenen Rohre eingezogen und der Zwischenraum mit vergütetem Zementmörtel verpresst. Für die sechs gusseisernen Schieber, die einen hydraulischen Antrieb besaßen, kam Ersatz mit elektrischem Antrieb zum Einbau.
Über die Grundablässe konnte das Wasserkraftwerk Hemfurth II mit Wasser beaufschlagt werden. Damit auch während der Bauarbeiten am Kraftwerk Hemfurt I weiter Strom erzeugt werden konnte erhielten drei der neuen Leitungen ein spezielles Hosenrohr für den Abzweig zu den alten Turbinen. Nach Inbetriebnahme des neuen Kraftwerks Hemfurt I konnte Hemfurt II stillgelegt und die Hosenrohre ausgebaut werden. Aufgrund des geringeren Durchmessers können über die erneuerten Leitungen nur noch bis zu 150 m³/s, also rund 20 % weniger als vorher, abgelassen werden.
Wasserkraftwerk

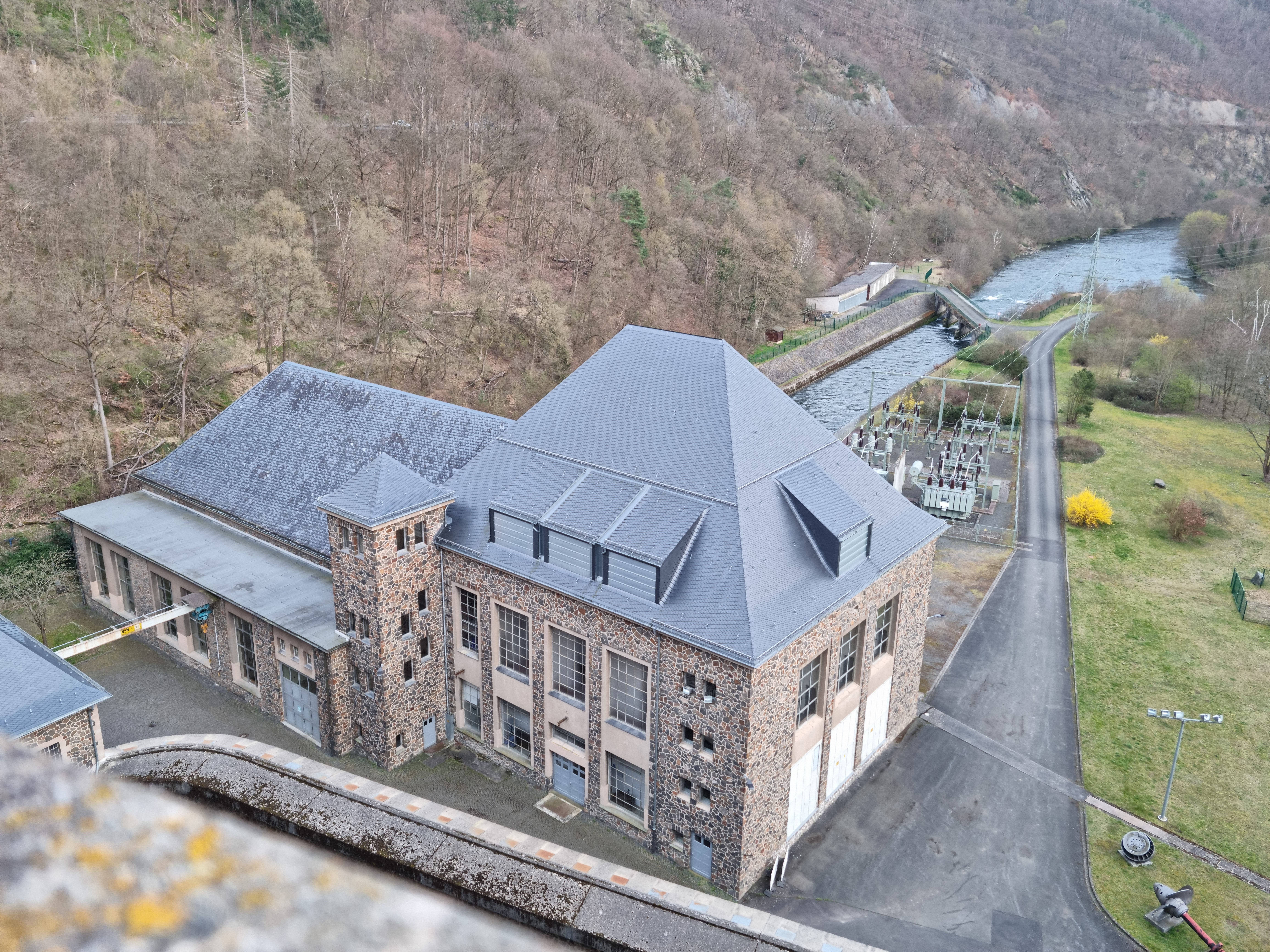
Das Kraftwerksgebäude Hemfurth I

Das seit 1915 in Betrieb stehende Wasserkraftwerk Hemfurth I auf der linken Mauerseite war bei den Sanierungsarbeiten in den 1990er Jahren grundlegend erneuert worden. Aus Gründen des Denkmalschutzes durften bei den Bauarbeiten keine äußerlichen Veränderungen vorgenommen werden. Zusätzlich bestand eine Vereinbarung mit dem hessischen Denkmalschutz, dass einer der sechs alten Maschinensätze einschließlich des Absperrschiebers am ursprünglichen Aufstellort erhalten werden sollte. Dafür wurde der Maschinensatz 5 gewählt, der über den in Fließrichtung rechten Stollen versorgt wurde. Die beiden darin nicht mehr benötigten Leitungen erhielten eine Betonfüllung und der Stollen dient heute als Zugang zum Kontrollgang auf der Gründungssohle.
In den verbliebenen zwei Stollen wurden die vier alten Leitungen von 1500 mm Durchmesser entfernt und durch zwei neue  Stahlleitungen DN 2500 mm ersetzt. Um die Fließgeschwindigkeit auf der Mauerseite zu vermindern wurden die beiden Einläufe mit einer trompetenartigen Aufweitung auf fünf Meter Durchmesser versehen, die am Einlauf einen Rechen besitzt. Ein neuer 16 Tonnen schwerer Revisionsverschluss kann durch Taucher bei Bedarf eine der Einlauftrompeten verschließen und lagert verschiebbar zwischen den beiden Einläufen. Im Krafthaus wurden zwei neue Francis-Spiralturbinen mit senkrechter Welle installiert, die jeweils mit maximal 27 m³/s beschickt werden können. Bei dem Gesamtdurchfluss von 54 m³/s werden mit den beiden Generatoren bis zu 20 MW Leistung erzeugt. Aus dem jährlichen Gesamtvolumenstrom Ederwasser können nun im Vergleich zum Urzustand acht GWh mehr Energie erzeugt werden.
Betreiber des Kraftwerks ist die Uniper Kraftwerke GmbH, die auch am wenige Kilometer flussabwärts gelegenen Affolderner See die beiden Pumpspeicherkraftwerke Waldeck I und II sowie das Laufwasserkraftwerk Affoldern betreibt. Die Energie wird in das 110-kV-Hochspannungsnetz der Avacon eingespeist.

## Wasserwirtschaft und Nutzung
Für die Wasserwirtschaft und die Schifffahrt im Einzugsgebiet der Weser und auf dem Mittellandkanal hat die Edertalsperre, zusammen mit der Diemeltalsperre, eine große Bedeutung. Ihre Bewirtschaftung macht sich in Form von starken Wasserstandsschwankungen bemerkbar und offenbart damit ihren künstlichen Charakter. Wie bei allen Talsperren erfolgt die regelmäßige Wasserentnahme in der Tiefe, z. B. über einen Grundablass, wogegen natürliche Seen einen Überlauf und einen meist gleichbleibend hohen Wasserstand aufweisen. Aus dem Grund ist die Bezeichnung Edersee für die Talsperre fachlich nicht korrekt und suggeriert eine nicht vorhandene Natürlichkeit.
Wasserzufluss

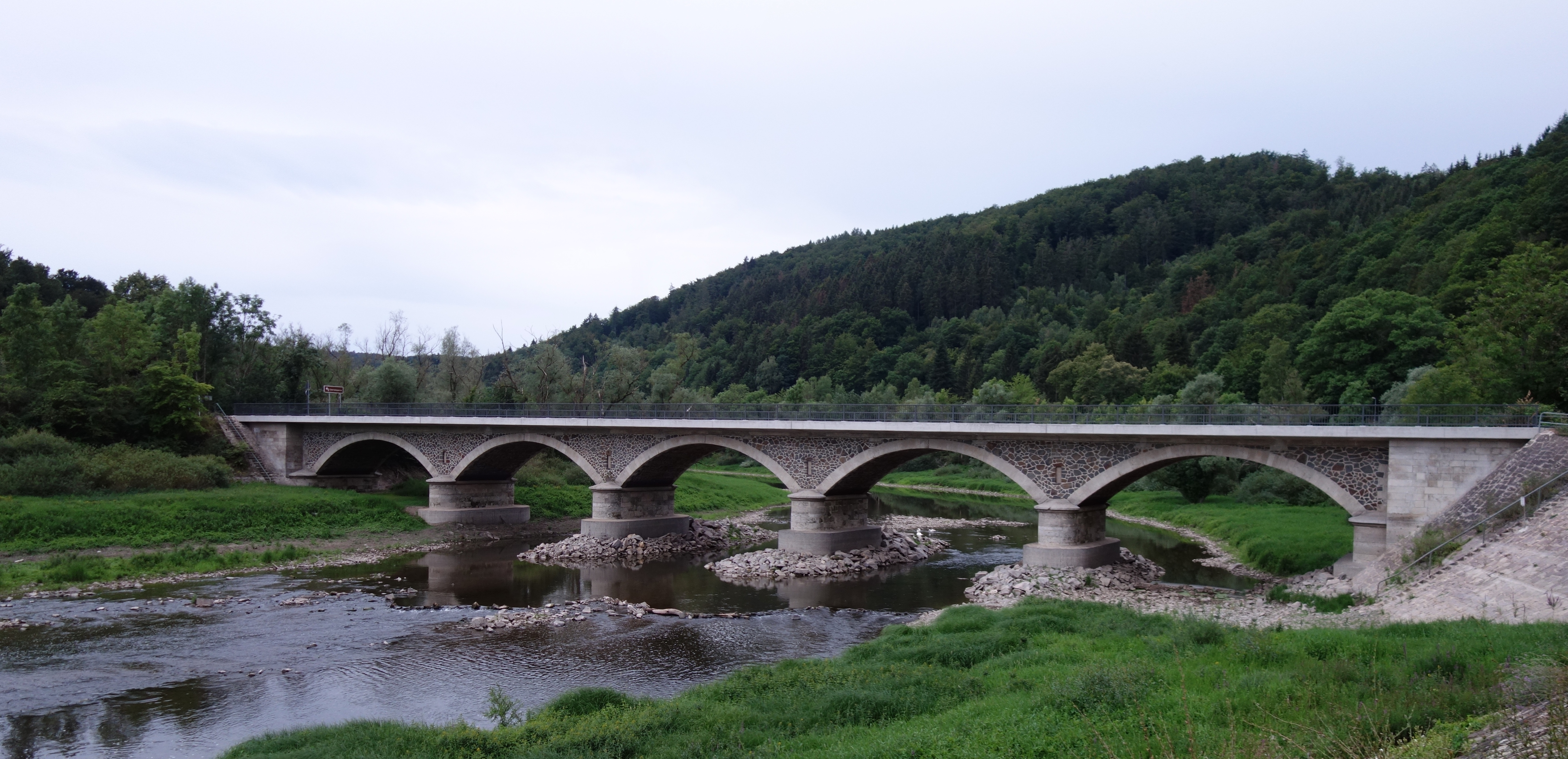
Zulauf der Edertalsperre bei Herzhausen

Basis für die Bewirtschaftung der Talsperre ist der natürliche Wasserzufluss, der oberhalb des Einlaufs in den Stausee am Pegel Schmittlotheim bei Eder-km 74,5 gemessen wird. Wegen der Kilometrierung gegen die Fließrichtung hat die Eder von ihrer Gesamtlänge von rund 176 km bis zum Einlauf etwa 100 km Fliessweg hinter sich. Ihr Durchfluss weist eine hohe Schwankungsbreite auf und beträgt bei Trockenheit bisweilen nur etwa 1 m³/s. In regenreichen Zeiten, vor allem während der Schneeschmelze im Rothaargebirge, kann sich der Zufluss bis auf 740 m³/s steigern.
In der Summe gelangen von dem Jahresniederschlag in Höhe von ca. 660 mm ungefähr 670 Mio. m³ pro Jahr in die Talsperre. Dies würde einem Durchfluss von im Mittel rund 21 m³ pro Sekunde entsprechen. Mit der genannten Jahresmenge würde der Stauraum von rund 200 Mio. m³ mehr als drei Mal pro Jahr gefüllt werden können. Der Quotient 0,3 der beiden Mengen wird als Ausbaugrad bezeichnet.
Wasserabfluss

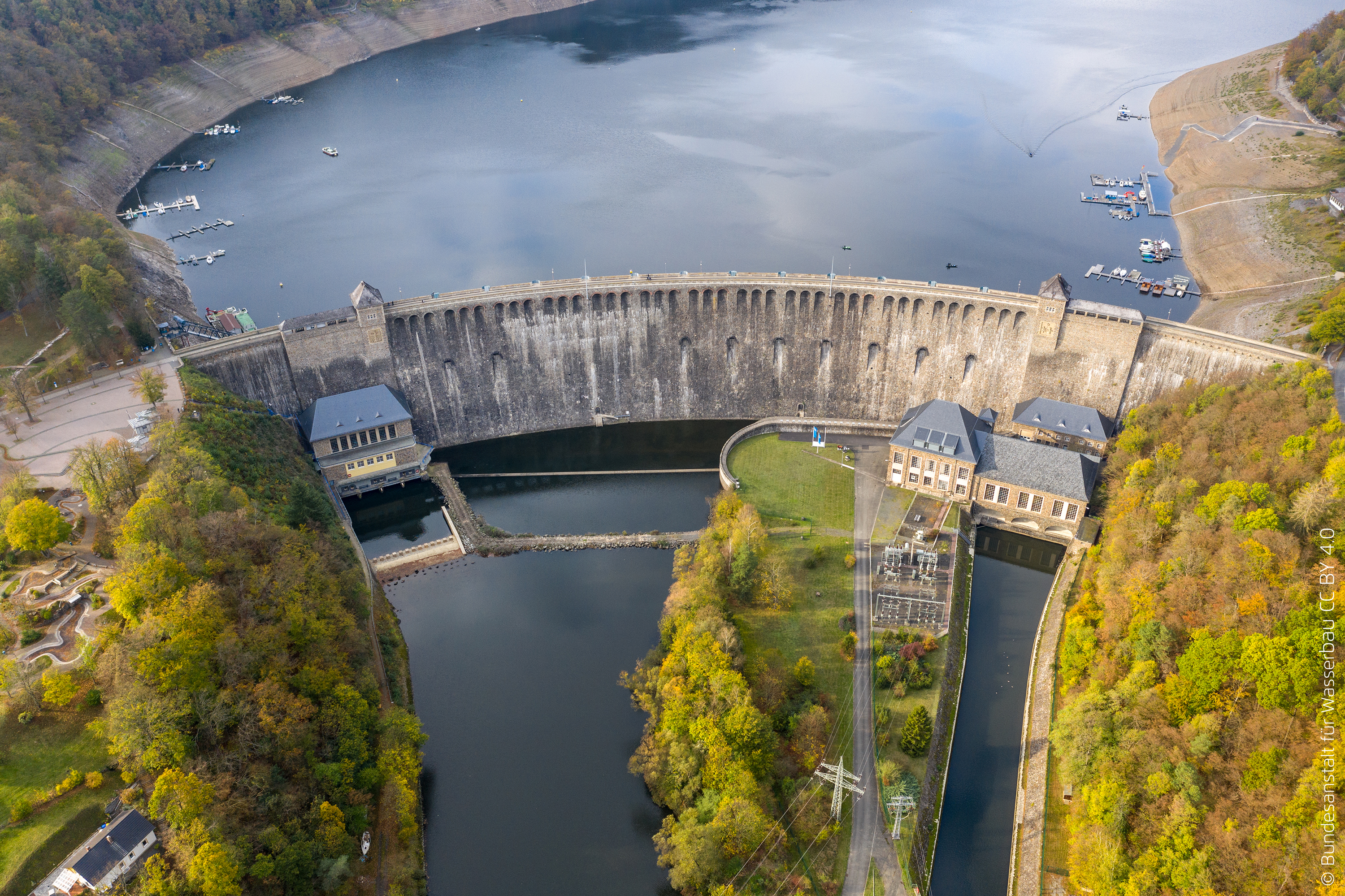
Ablauf der Eder; li. vom Tosbecken; re. vom Kraftwerk

Die Wasserabgabe der Edertalsperre erfolgt im Regelfall über das renovierte Kraftwerk Hemfurth I. Falls dessen maximale Durchsatzmenge von 54 m³/s nicht ausreichend ist, kommen die sechs Grundablässe zum Einsatz, die bis zu 150 m³/s abgeben können. Für eine weitere Steigerung über die 204 m³/s hinaus müssen die acht Notauslässe geöffnet werden. Darüber sind zusätzlich 420 m³/s Abgabe möglich, sodass bis zum Erreichen des Vollstaus maximal 620 m³/s zum Affoldener See entlastet werden können. Erst bei Überlauf der Talsperre ist eine Steigerung der Abgabe möglich. Da die Hochwasserentlastung für das 1000-jährige Hochwasser von 1100 m³/s ausgelegt ist, können im Fall des Überlaufs die anderen Auslässe gedrosselt werden.
Da im Frühjahr und Sommer kein Hochwasserschutzraum vorgehalten werden muss, kann es bei Starkregenereignissen und einer gefüllten Talsperre zu einem unkontrollierten Überlauf der HW-Entlastung kommen. Diese stellen aber im Normalfall keine Gefährdung der Unterlieger dar. Im Prinzip wird bei der Bewirtschaftung der Talsperre ein Überlauf an der Mauer vermieden, um möglichst viel Wasser für die Stromerzeugung zu nutzen.
Aufgaben und Nutzung
Die Zweckbestimmung und Aufgaben der Edertalsperre ergeben sich heute wie damals aus den weiterhin gültigen preußischen Wassergesetzen. Hauptaufgabe ist die Sicherung des Schifffahrtsbetriebs auf der Weser und dem westdeutschen Kanalnetz, indem das abgegebene Wasser über Fulda und Weser zum Wasserstraßenkreuz Minden gelangt und dort über ein Pumpwerk in den Mittellandkanal gefördert wird. Inzwischen ist seit den 1960er Jahren durch die Kanalisierung der Mittelweser mit ihren Staustufen und Schleusenkanälen ein Zuschuss von Wasser aus der Eder nur noch für die Oberweser notwendig.
Die weitere gesetzliche Aufgabe der Talsperre ist der Hochwasserschutz, um mit ihrem Hochwasserschutzraum die Auswirkungen kleiner und mittlerer Hochwasserereignisse zu begrenzen. Große oder extreme Ereignisse lassen sich durch die Talsperre kaum beeinflussen, da sie mit ihrem Ausbaugrad von 30 % für diesen Zweck zu klein ist. Daneben war von Beginn an die Energiegewinnung durch Nutzung der Wasserkraft zur Stromerzeugung zweckbestimmend, die später durch die beiden Pumpspeicherkraftwerke und das Laufwasserkraftwerk am Affolder Stausee unterhalb der Talsperre ausgebaut worden ist.
Zahlreiche Nutzungsarten kamen im Laufe der Zeit hinzu wie die Berufs- und Sportfischerei, ein weit gefächerter Freizeit- und Wassersport und die Fahrgastschifffahrt. Die Zweckbestimmung und die Anforderungen der Nutzer sind jedoch nicht immer miteinander vereinbar. Soweit möglich finden sie aber bei der Bewirtschaftung Berücksichtigung. Besonders bei hoher Belastung der Talsperre führt der niedrige Wasserstand zu wirtschaftlichen Beeinträchtigungen, vor allem im Tourismus.
Bewirtschaftung

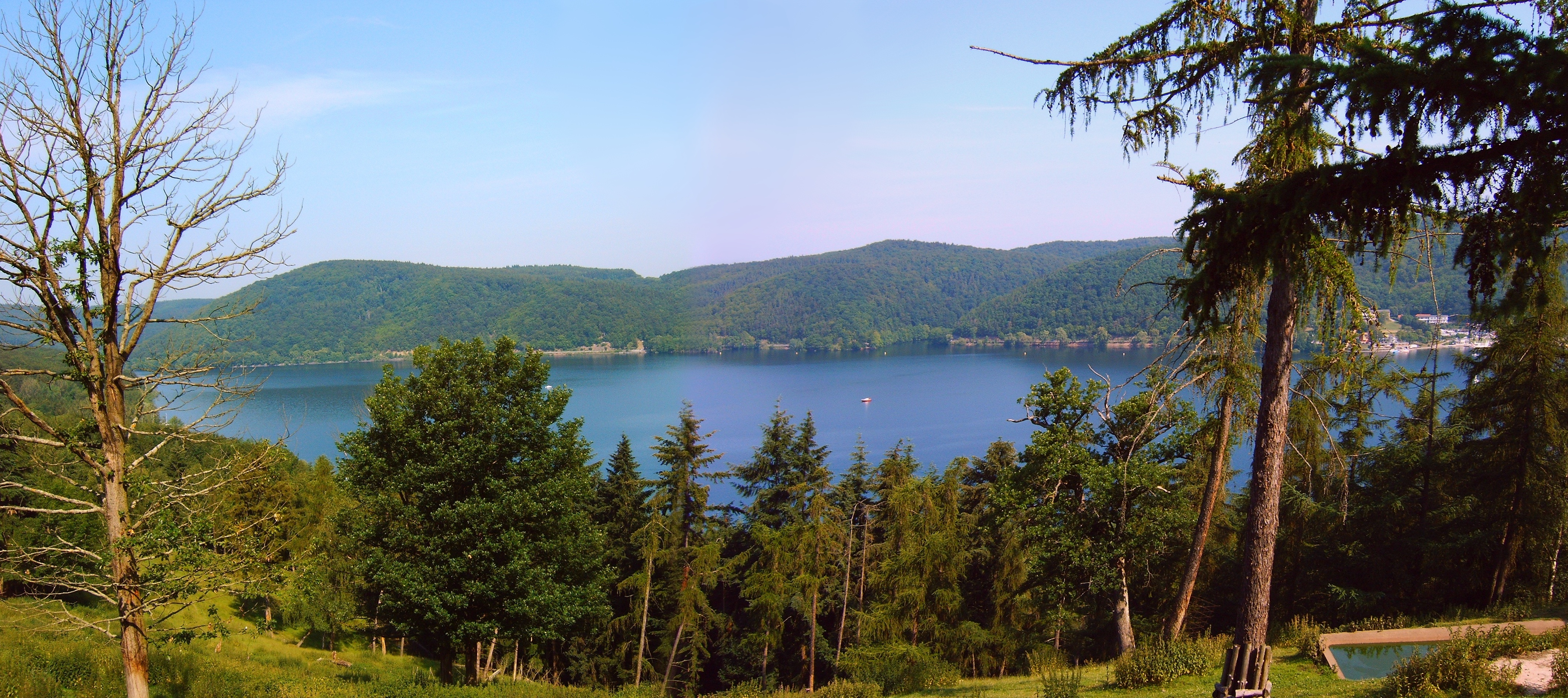
Blick vom Wildpark Edersee nach Norden zur vom Edersee überfluteten „Dorfstelle Berich“ (mittig) und nach Waldeck-West (rechts)

Schon die beiden gesetzlichen Aufgaben Hochwasserschutz und Wasserzuschussbetrieb sind nicht konfliktfrei zu betreiben. Die erste fordert eine möglichst leere Talsperre und die zweite einen hohen Füllungsgrad, der besonders für Freizeitsport und Tourismus eine wichtige Voraussetzung bildet. Daher bedarf die Bewirtschaftung der Talsperre einer besonders sensiblen und aufmerksamen Stauraumsteuerung, um die Nutzungsinteressen in Einklang zu bringen. Als verantwortliche Behörde wird diese Aufgabe durch das WSA Weser wahrgenommen, die gerade in Zeiten von Hochwasser von den Mitarbeitenden auch rund um die Uhr erfolgt. Trotz der mit Umsicht und Verantwortungsbewusstsein vorgenommenen Tätigkeiten, um Hochwassergefahren bestmöglich abzuwenden, wird die Arbeit in der Presse gerne mit Kritik überzogen, wenn gefühlt zu starke Auswirkungen zu bemerken sind.
Grundlage der Bewirtschaftung bilden der Stauseewasserstand und die Messung des Zuflusses. Wegen des relativ kleinen Einzugsgebiet macht sich ein Niederschlag sofort am nächsten Tag bemerkbar, weshalb die Wetterbeobachtungen Temperatur, Niederschlagshöhe und im Winter die Schneelage beachtet werden müssen. Ein Niederschlag-Abfluss-Modell mit diesen Messwerten liefert die Grundlage zur Festlegung der Abgabewassermenge bzw. die Entscheidung für eine Vorentlastung, wenn größere Niederschläge zu erwarten sind. Problematisch ist dabei zum einen die Unsicherheit der Wettervorhersage und zum anderen die Abschätzung des Abflusskoeffizienten, der den abflusswirksamen Anteil des Niederschlags angibt. Im Winter mit wassergesättigtem Boden beträgt dieser fast 100 % und sinkt mit der zunehmenden Vegetation im Jahresverlauf auf einen Wert unter 20 %. Daher gibt es bei der Bewirtschaftung drei wechselnde Phasen:
- Hochwasserbewirtschaftung
- Mindestabgabe und
- Niedrigwasserbewirtschaftung

Im Mittelpunkt der Hochwasserbewirtschaftung steht der Hochwasserschutzraum (siehe hier), für den im Winter bis zum 1. Mai eine Volumenvorgabe besteht. Jedoch kann auch im Sommer aufgrund von erwarteten starken Regenfälle ein Freiraum notwendig werden, der vorausschauend gebildet werden muss.
Die Phase der Niedrigwasserbewirtschaftung setzt ein, wenn der natürliche Durchfluss den Zielwasserstand an den Pegeln in Hann. Münden und Karlshafen nicht mehr erreicht. Dann ist zeitweise eine erhebliche Wasserabgabe aus der Talsperre erforderlich, wobei in sehr trockenen Zeiten bis zu 50 % des Weserwassers aus der Edertalsperre stammt. Zur Schonung des Wasservorrats kann in Abstimmung mit der Berufsschifffahrt der Zielwasserstand reduziert werden, sodass die Schifffahrt auf der Oberweser unter Einschränkungen einige Wochen länger möglich ist. Wenn jedoch der Bestand in der Edertalsperre auf unter 40 Mio. m³ sinkt, wird die Abgabe auf das ökologische Minimum von 6 m³/s reduziert. Bei unter 20 Mio. m³ Inhalt kann nur noch eine Menge in Höhe des Zuflusses abgegeben werden.
In Zeiten des Vollstaus der Talsperre und einem ausreichenden natürlichen Abfluss in der Weser erfolgt nur noch die Mindestabgabe in Höhe des ökologischen Minimums. Falls dabei der natürliche Zufluss in den Stausee geringer ist, sinkt infolgedessen der Wasserspiegel kontinuierlich um einige Zentimeter täglich.
Auswirkungen der Nutzung
Das kleine Einzugsgebiet und die zeitweise starke Beanspruchung der Talsperre als Wasserspender zeigen entsprechende Spuren, die sich einerseits in einem hohen und andererseits sehr niedrigen Wasserstand ausdrücken. Durch den Aufstau mit Abbau des Hochwasserschutzraums bis zum Ende des Monats April eines Jahres kann es vorkommen, dass die Talsperre an den 39 Öffnungen der Hochwasserentlastung überläuft. Das spektakuläre Ereignis zieht jedes Mal viele Tagestouristen an, wenn das Wasser an der Mauer herabläuft und einen weißen Schleier erzeugt. Die letzten Male waren in den Jahren 2024, 2022 und 2021, wobei am 13. April 2021 der höchste Wasserstand nach 14 Jahren erreicht wurde. Mit bis zu elf Zentimeter über der Überlaufschwelle liefen in den folgenden Tagen zeitweise bis zu 80 m³ Wasser pro Sekunde über die Krone.
Dann besteht jedes Jahr die Hoffnung rund um den Stausee, dass der Wasserstand möglichst lang hoch gehalten werden kann. Wie schnell das Gegenteil eintreten kann zeigte sich 2022 nach dem Überlauf Ende April. Durch die Dürre und Hitze in Europa 2022 hatte der See am 1. September 2022 nur noch eine Pegelhöhe von 220,5 m ü. NHN, bzw. einen Füllstand von 14 Prozent.
Ähnlich war es 2002, als in der Region um den Ederkopf, vor allem aber in Nordhessen, kaum Regen fiel. Das folgende Winterhalbjahr war recht niederschlagsarm, und während des Jahrhundertsommers 2003 gab es ebenfalls wenig Niederschlag, so dass monatelang große Teile des Ufers trockenlagen. Den tiefsten Wasserstand erreichte der Stausee mit 19,9 Mio. m³ (entsprechend 217,82 m ü. NHN Pegelhöhe) im November 2003, ehe er nach einem regenreichen Winter Ende März 2004 wieder komplett aufgefüllt war.
Das Rekordniedrigwasser nach dem Zweiten Weltkrieg wurde Mitte Dezember 1959 gemessen: 9,1 Mio. m³ Wasser oder weniger als die Eiserner Bestand genannte Pegelhöhe von 214 m ü. NHN.
Bei solch extrem niedrigen Wasserständen werden die Überreste der ehemaligen Dörfer, die Bericher Klosterkirche, der Friedhof von Bringhausen, die alte, noch gut erhaltene und begehbare Ederbrücke bei Asel und andere Anlagen wieder sichtbar. Auch das Sperrmauermodell im Maßstab 1:40 beim ehemaligen Dorf Berich auf Höhe 219,9 m ü. NHN kommt dann zum Vorschein und kann vom Ufer aus erreicht werden.

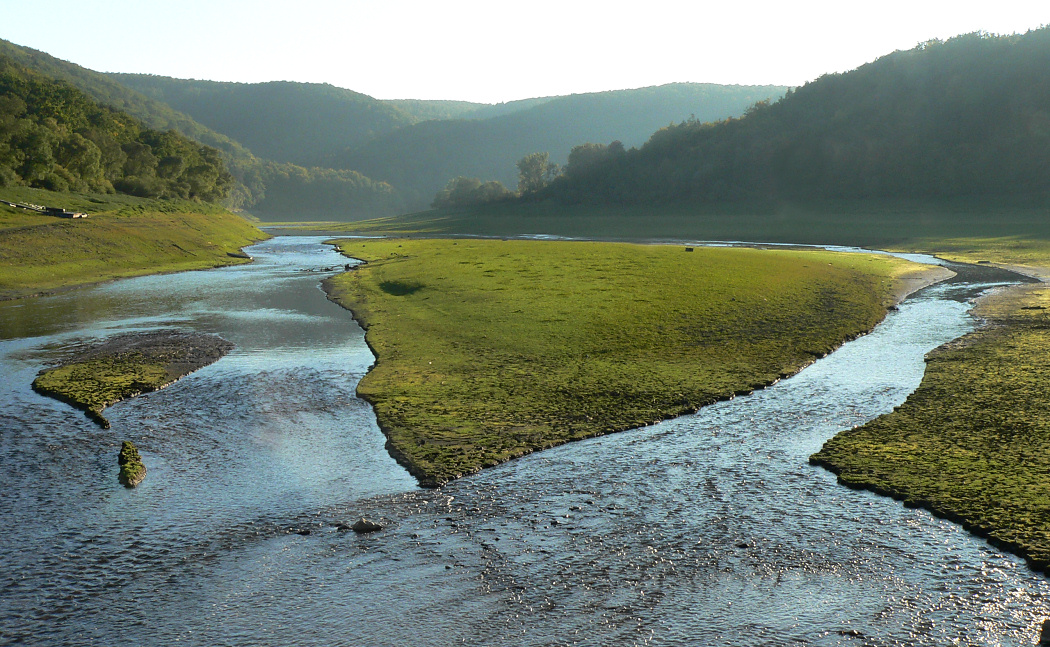
Die Eder bei Niedrigwasser des Stausees nahe Asel, September 2008
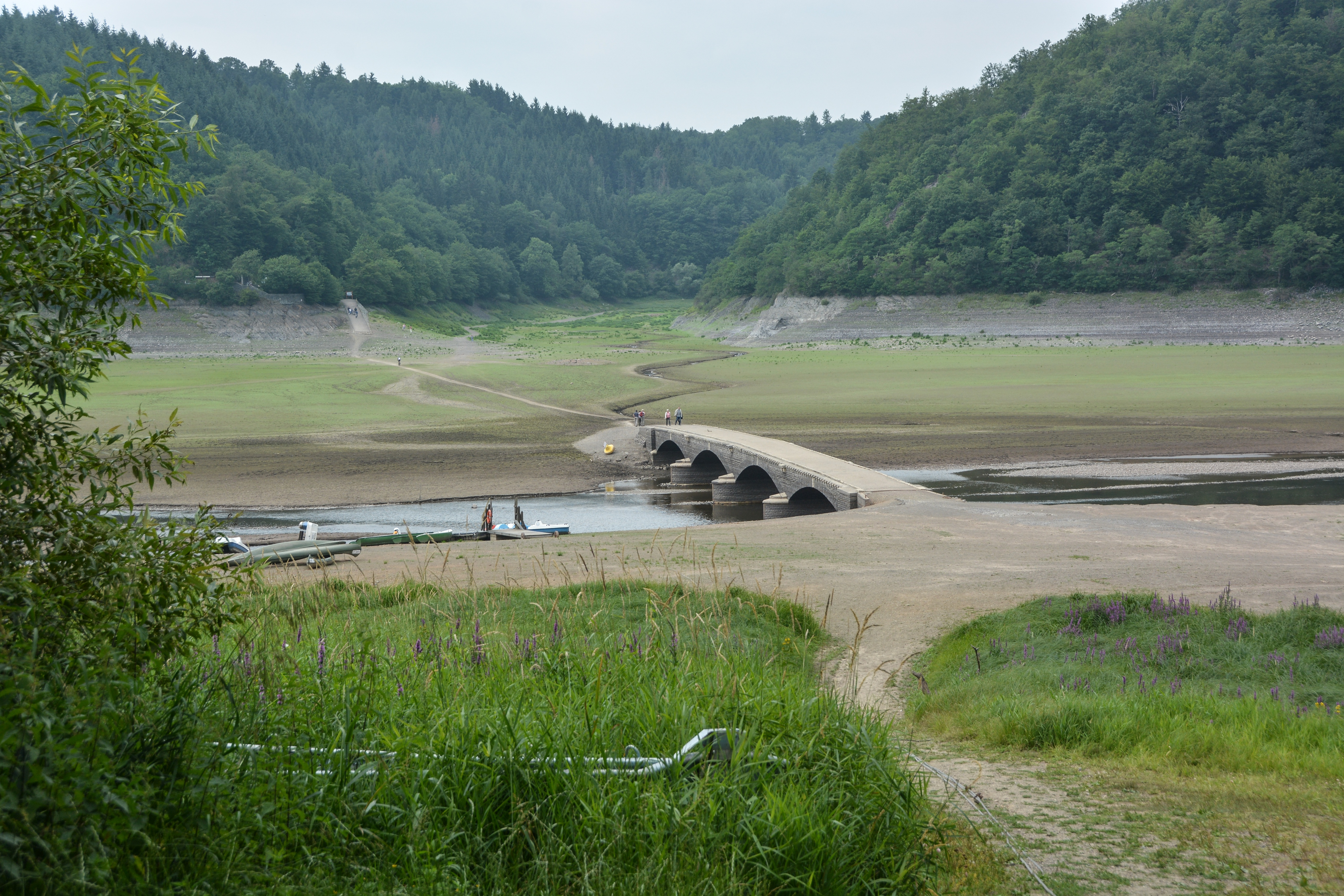
„Aseler Brücke“ (erbaut 1887 bis 1890); normalerweise unter dem Wasserspiegel (2017)
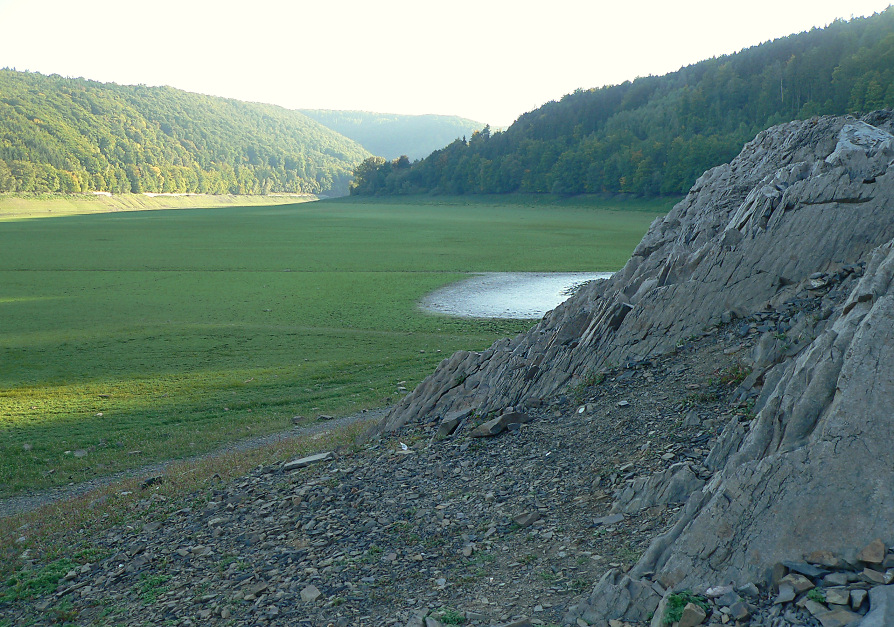
Trockenliegender Edersee bei „Alt-Asel“; Klippen normalerweise unter dem Wasserspiegel (2008)
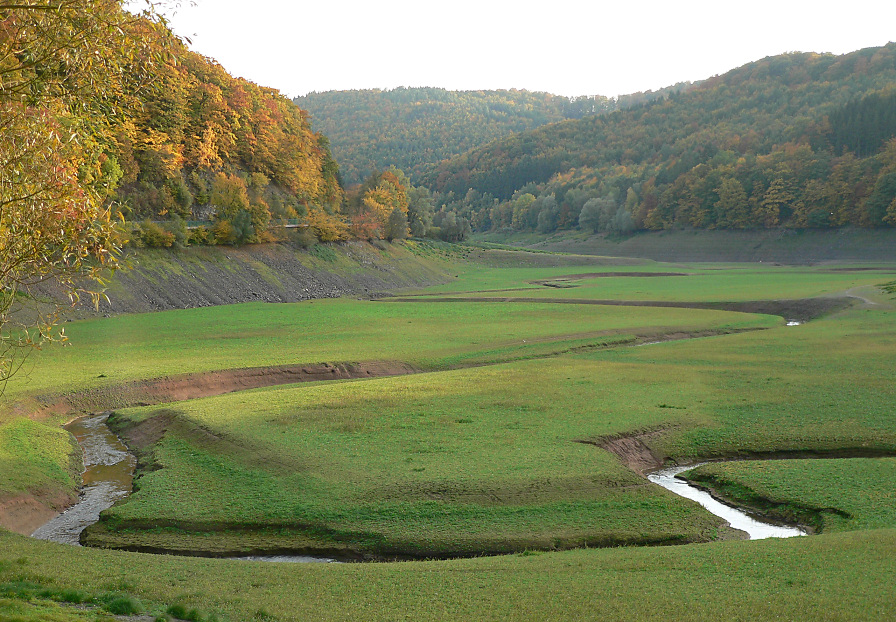
Bachbett der Werbe bei Niedrigwasser im Edersee (2008)

## Tourismus und Freizeitsport

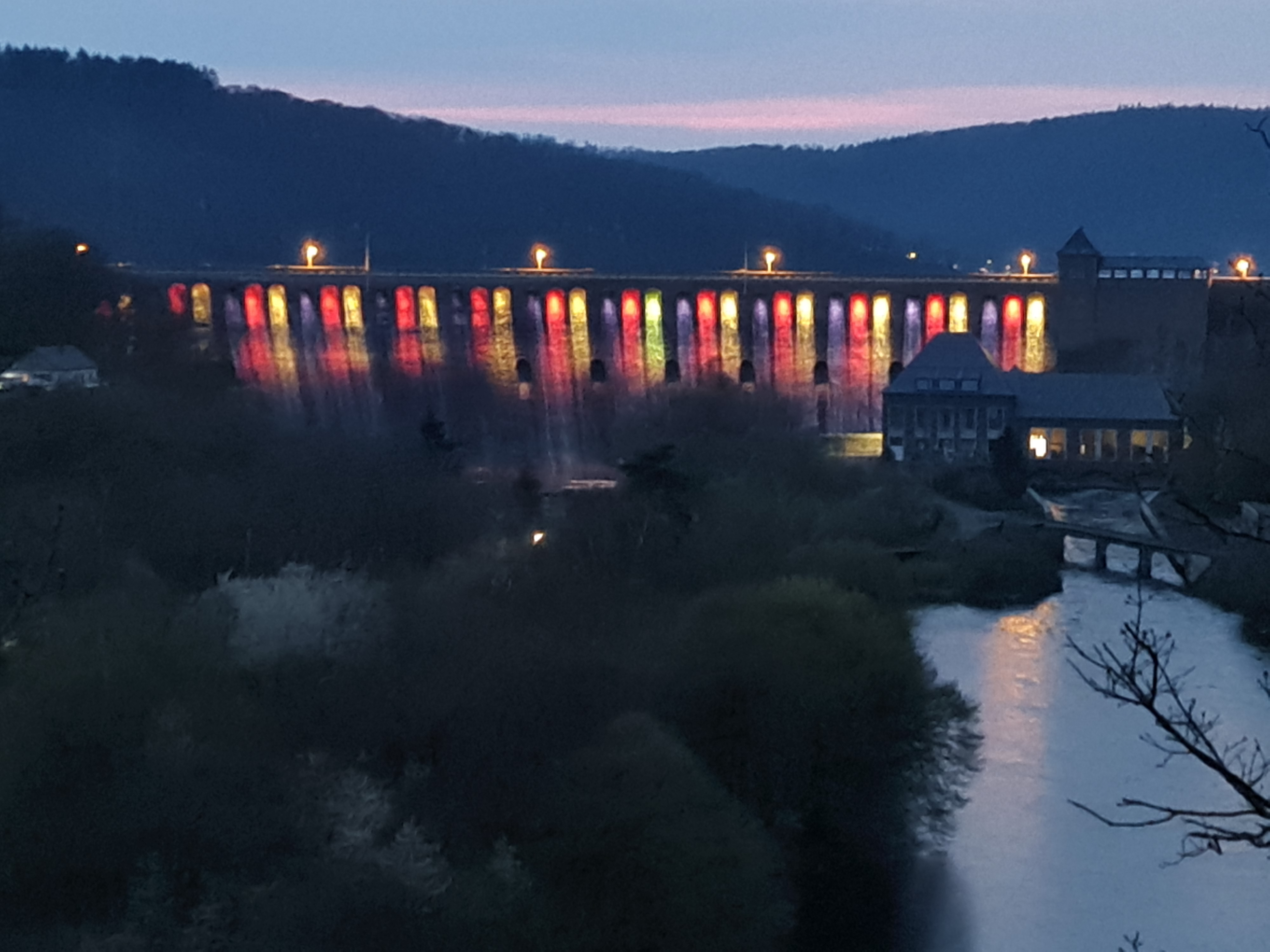
Beleuchtung der Edertalsperre beim Überlaufen in Folge stärkerer Regenfälle, Mai 2021

Nicht erst seit dem Zweiten Weltkrieg hat die touristische Bedeutung in der großen Region rund um die Edertalsperre – zu der auch der Nationalpark Kellerwald-Edersee gehört – ständig zugenommen, so dass sich ein Naherholungsgebiet mit zahlreichen Urlaubs- und Freizeitmöglichkeiten entwickelt hat. Insbesondere niederländische Ferienreisende kommen gern, möglicherweise auch wegen der historischen Beziehung ihres Königshauses zu Waldeck: Prinzessin Emma zu Waldeck und Pyrmont wurde als zweite Gemahlin von König Wilhelm III. 1879 zur Stammmutter aller nachfolgenden niederländischen Königinnen und Könige.
Im Winter lockt der zugefrorene Stausee unter dem Stichwort „Singender See“ Besucher an: Durch die starken Diskrepanzen zwischen Nachtfrösten und Tagestemperaturen im positiven Bereich bei Sonneneinstrahlung sowie bedingt durch schwankende Wasserstände reiben sich die Eisschollen aneinander, was ein röhrend-hallendes, weithin hörbares Geräusch verursacht.
Im Jahre 2000 eröffnete das Sperrmauer Museum Edersee, das detailliert über die starken Beschädigungen informiert, welche im Zweiten Weltkrieg durch den Angriff unter anderem auf die Ederstaumauer entstanden.
Seit dem 12. Juli 2014 werden die 39 Überläufe der Sperrmauer allabendlich durch 39 RGB-LED-Strahler ausgeleuchtet und somit die Sperrmauer selbst in Farbe gesetzt. Auftraggeber für diese Beleuchtung war die Gemeinde Edertal.
Baden, Tauchen und Stehpaddeln
An der Talsperre sind alle Uferbereiche und die Strandbäder kostenfrei zugänglich. Nur ist bei niedrigem Wasserstand der Weg zum Wasser länger und steinig. Strandbäder befinden sich am Nordufer mit dem Strandbad Waldeck West, auf der Halbinsel Scheid und dort gegenüber mit dem Badestrand in Rehbach. Abseits der Strandbäder und in den Buchten ist Vorsicht geboten, da es dort keine Badeaufsicht gibt, wobei einige Uferbereiche steinig und teils sehr steil verlaufen. In gekennzeichneten Bereichen, zum Beispiel in der Wasserski-Zone, ist das Schwimmen nicht erlaubt. Die DLRG betreibt eine Wachstation am Nordufer in Vöhl-Fürstental. Ein etwas abseits liegendes Freibad ist das Erlebnisbad in Vöhl. Ein Aquapark (Wasserspielplatz mit Miniatur-Edersee im Maßstab 1:200) südlich der Staumauer bildet eine Ergänzung zum Baden im offenen Stausee.
Stehpaddler können ihre Bretter an den Einlassstellen für Boote oder andere flachen Uferbereichen zu Wasser bringen.
Westlich unterhalb von Waldeck darf in zwei ausgewiesenen Zonen getaucht werden; in der „Zone 1“ befinden sich die Reste des Dorfs Berich – die „Dorfstelle Berich“.
Rudern und Segeln
Bevorzugte Sportarten am Edersee sind Segeln und Rudern. Es haben sich zahlreiche Segelclubs angesiedelt, der größte ist der Segelclub Edersee e. V. Neben zahlreichen Klassenregatten werden auch viele Yardstickregatten ausgerichtet. Der Motorbootverkehr mit Verbrennungsmotor ist verboten, dagegen ist das Befahren mit Elektro-, Tret- und Ruderbooten erlaubt, für die es Bootsverleiher gibt.
Angeln
Die Talsperre gehört zu den fischreichsten Gewässern Deutschlands mit einer ausgezeichneten Wasserqualität und einer großen Artenvielfalt. Die gesamte Uferzone ist trotz der immensen Länge frei zugänglich. Lediglich direkt vor der Staumauer und im Naturschutzgebiet bei Herzhausen darf nicht geangelt werden. Zum Angeln im Stausee können Angelboote direkt am See gemietet werden, jedoch ist es in den gut ausgeschilderten Tauch- und Wasserskizonen nicht erlaubt.
Für das Angeln am Edersee gelten die Bestimmungen des Bundeslandes Hessen. Dabei sind die Schonzeiten und Mindestmaße für Entnahmen zu beachten. Absolute Voraussetzung zum Angeln ist die offizielle Angelberechtigung und der Erwerb eines Angelerlaubnisscheins, der für unterschiedliche Zeiträume erworben werden können.
Schiffsrundfahrten und Fähren

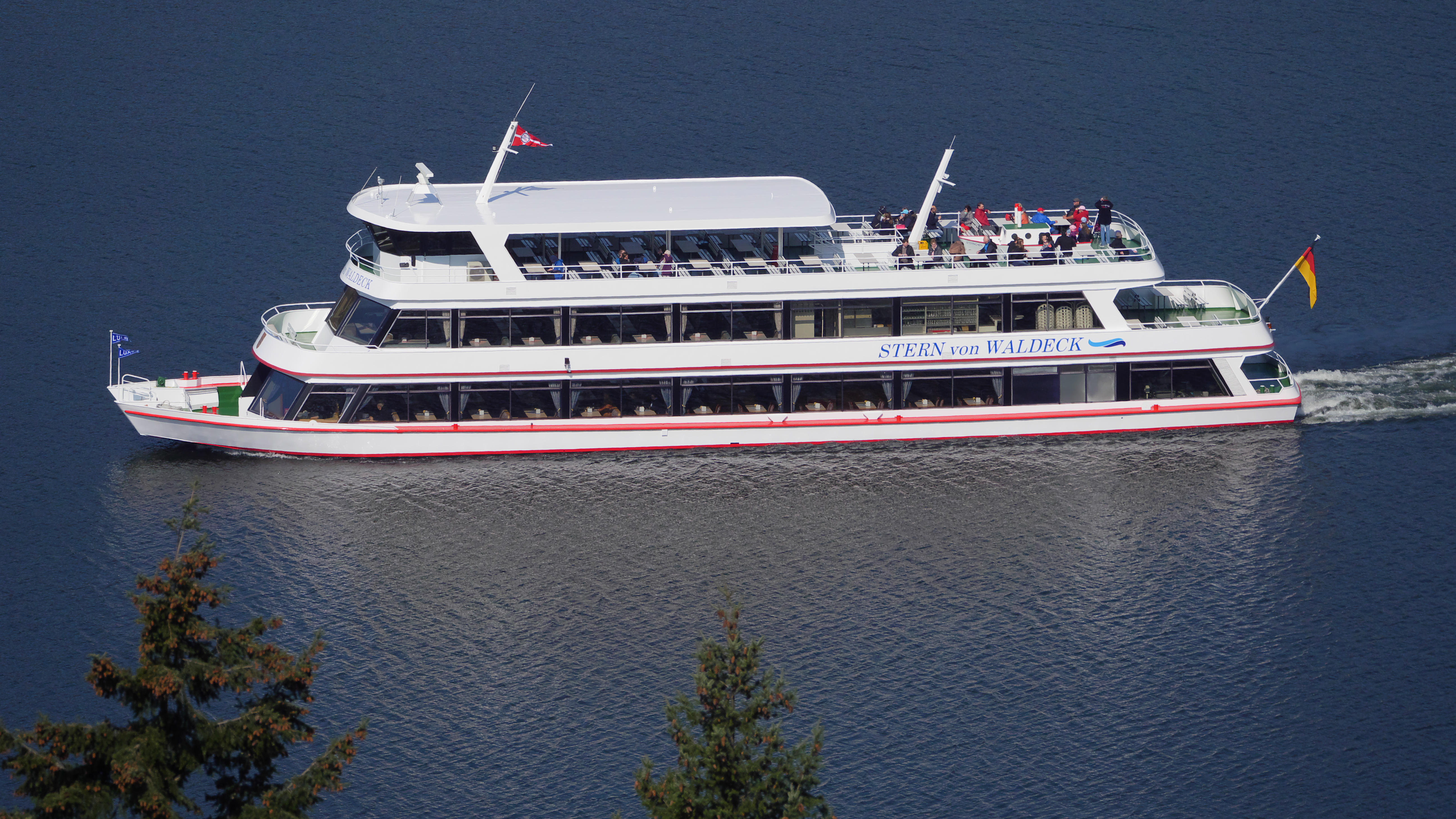
Ausflugsschiff auf dem Edersee

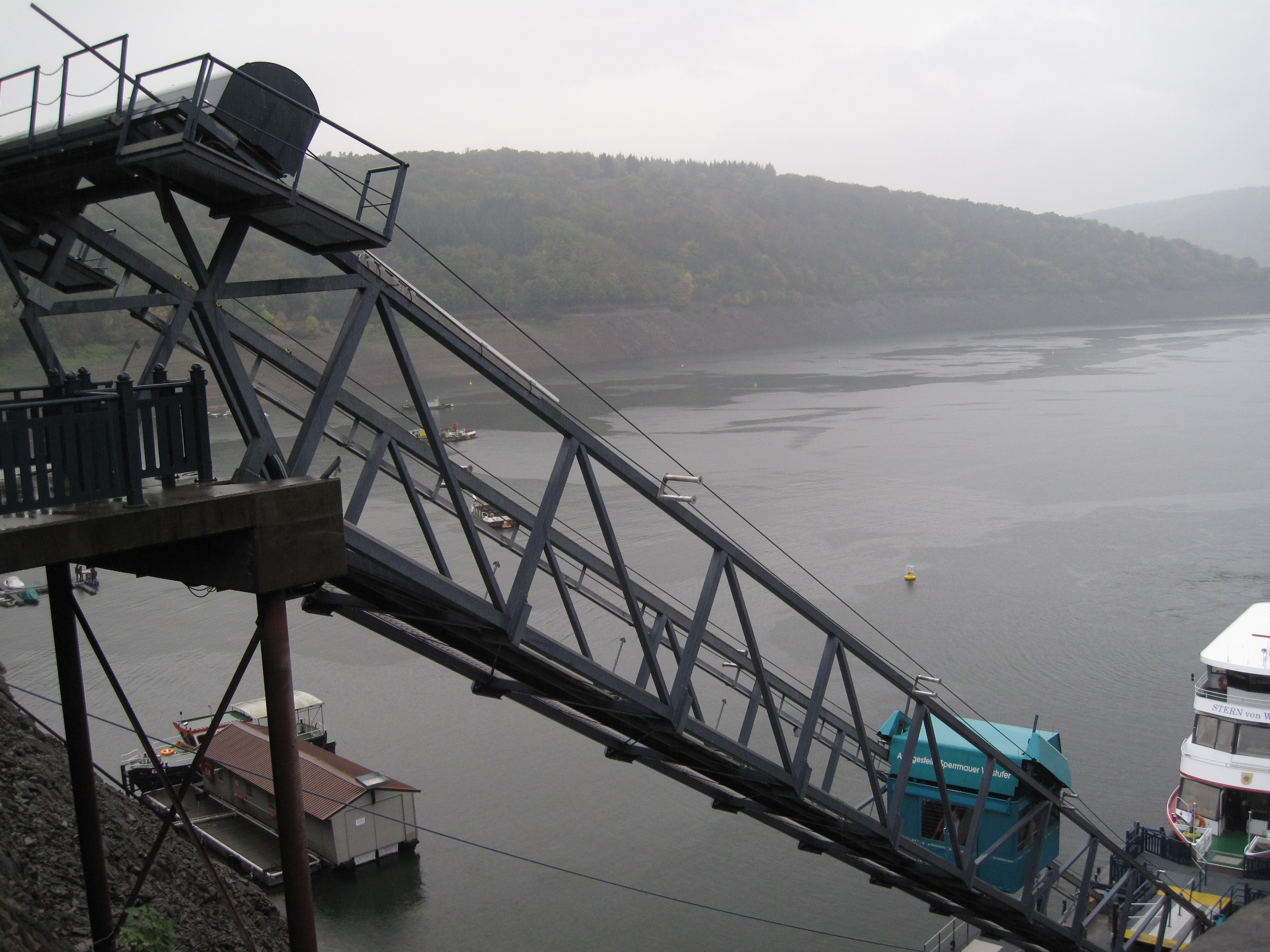
Schwimmanleger mit Kabinenseilbahn für Passagiere bei Niedrigwasser am Staumauer-Südende

Von Ende März bis Oktober bietet die Personenschifffahrt Edersee mit zwei Ausflugsschiffen Linien- und Rundfahrt auf dem See an. Bei Vollstau kann der gesamte See zwischen der Staumauer im Osten und dem Ederzufluss im Westen befahren werden. Sie halten an maximal acht Anlegestellen. Auf den Fahrgastschiffen können Fahrräder und Anhänger mitgenommen werden. An allen Anlegestellen ist Barrierefreiheit gegeben. Besonderheit ist der Schiffsanleger am Südende der Staumauer, der zur besseren Erreichbarkeit bei geringen Wasserständen eine Kabinenseilbahn besitzt.
Die große Länge der Talsperre bietet keine Landverbindung zwischen Nord- und Südufer. Soweit der Wasserstand es zulässt, verkehren Personenfähren zwischen Asel und dessen Ortsteil Asel-Süd sowie zwischen der zu Nieder-Werbe gehörenden Halbinsel Scheid und dem Dorf Rehbach.
Wandern
Seit 2005 existiert der Urwaldsteig Edersee („UE“), der als Wanderweg auf etwa 68 km Länge rund um die Edertalsperre führt, wobei er im Wesentlichen durch den Nationalpark Kellerwald-Edersee mit seinen beherrschenden Buchenwäldern und den Trockeneichenwälder an den nördlichen Hängen verläuft. 2006 wurde der Ederseeradweg („ER11“) auf vielerorts asphaltierter und weitgehend autofreier Strecke eingeweiht, der – je nach Routenwahl – als maximal auch etwa 68 km langer Radweg rund um den Edersee führt. Beide Wege verlaufen über die Staumauer und sind mancherorts nicht direkt entlang der Uferlinie (69,4 km lang) des Stausees angelegt, sondern sie führen abkürzend über nahe Anhöhen. Mit den zuvor genannten Ausflugsschiffen, der Fähre Asel oder der Fähre Rehbach kann abgekürzt werden. Anschluss an diese Wege haben unter anderem die teils kreuzenden Fuß- und Radwanderwege Ederauenradweg und der besonderes durch den Kellerwald führende Kellerwaldsteig (ca. 156 km lang). Zudem führt der Südwestabschnitt des Habichtswaldsteigs (85 km) über die östlich des Stausees gelegenen Hochlagen und über die Staumauer. Am Stauseeufer bei Nieder-Werbe endet der von Kassel kommende Ederseeweg (49 km).
Gastronomie und Übernachtung
An der Talsperre sind am Ufer und in näherer Umgebung zahlreiche Cafés, Gaststätten, Hotels, Pensionen und Restaurants zu finden.  Daneben gibt es mehrere Campingplätze und zwei Jugendherbergen. Das Terrassenhotel mit Gaststätte am Ostufer der Staumauer war schon eine touristische Einrichtung der Weimarer Republik (Bauzeit 1931/1932). Nach seiner Zerstörung durch den britischen Bombenangriff im Zweiten Weltkrieg erfolgte in den 1950er Jahren der Wiederaufbau.
Sehenswürdigkeiten rund um den Edersee
- „Aquapark“ – Wasserspielplatz mit Miniatur-Edersee im Maßstab 1:200 in der Ortslage Edersee von Hemfurth-Edersee nahe der Edersee-Staumauer
- Baumkronenpfad „TreeTopWalk“ – 250 m langer Waldlehrpfad mit vorgelagertem, 800 m langem „Eichhörnchenpfad“ nahe Rehbach
- Ehrenburg, Burgruine südlich von Marienhagen
- Fledermauslehrpfad – ca. 2,4 km langer Lehrpfad in kleinem Waldgebiet bei Asel
- Hünselburg, Altburgstelle südsüdwestlich von Basdorf
- „Kletterpark Edersee“,[22] nordnordöstlich von Rehbach am Ederseeufer; mit See- und Schlossblick
- „Maislabyrinth am Edersee“ – ca. 30.000 m² großes Labyrinth nordwestlich von Basdorf (von Juli bis Oktober geöffnet)
- Nationalpark Kellerwald-Edersee – südlich des Edersees liegender Nationalpark
- Naturpark Kellerwald-Edersee – den Edersee einrahmender Naturpark
- Pumpspeicherwerke Waldeck – bei Hemfurth am Affolderner See (Auffahrt per Peterskopfbahn zu dortigen Oberbecken möglich)
- Schloss Waldeck – bei Waldeck hoch über dem Edersee (Auffahrt mit Waldecker Bergbahn möglich; Blick auf den Edersee)
- „Sommerrodelbahn am Edersee“ – ca. 850 m lange Sommerrodelbahn westlich von Nieder-Werbe
- Sperrmauer Museum Edersee (auch: Sperrmauer Museum) in Hemfurth (Forsthausstraße)[23]
- Sperrmauer-Beleuchtung – jeden Abend mit Einbruch der Dunkelheit
- Uhrenkopf – nahe Hemfurth-Edersee; gute Aussichtsmöglichkeit auf die Edersee-Staumauer
- Wildpark Edersee mit Greifvogelstation – oberhalb von Hemfurth-Edersee unweit der Edersee-Staumauer
- Besucherzentrum Edersee (seit 22. April 2023) – beim Ortsteil Edersee von Hemfurth-Edersee nahe dem Südende der Edersee-Staumauer[24]

Sehenswürdigkeiten im Edersee oder nahe der Eder
- Liebesinsel – einziges stetiges Eiland bei Bringhausen im Mittelteil des Edersees, mit Ruine der Burg Bring
- „Alt-Asel“ mit nahem Denkmal „Dorfstelle Asel“, bei Asel
- „Aseler Brücke“ (verbindet Asel mit Asel-Süd; gut erhalten), bei Asel
- „Alt-Bringhausen“ mit „Friedhof Bringhausen“ und nahem Denkmal „Dorfstelle Bringhausen“, bei Bringhausen
- „Alt-Berich“ mit „Friedhof Berich“ und nahem Denkmal „Dorfstelle Berich“, westlich von Waldeck-West
- „Bericher Brücke“, bei „Alt-Berich“, westlich von Waldeck-West
- „Bericher Hütte“, nördlich von Waldeck-Scheid, westlich von „Alt-Berich“
- „Brücke Bringhausen“ (verband Bringhausen mit Waldeck-Scheid; Pfeiler und Widerlager sind erhalten), bei Bringhausen
- „Durchbruchstelle der Schleppbahn“, der für den Staumauerbau benutzten Gütereisenbahnstrecke künstlich angelegte Felsdurchbruch zwischen der Hammerbergspitze (beim Wildpark Edersee) und den normalerweise überfluteten Hopfenbergen (bei einstiger Stollmühle)
- „Gut Vornhagen“ (einst aus zwei Gebäuden bestehend), unterhalb vom Schloss Waldeck
- „Sperrmauermodell“ des Absperrbauwerks Edertalsperre (Maßstab 1:40), das zum Testen der Wasserablässe gebaut wurde; nördlich von Waldeck-Scheid, westlich der Bericher Hütte
- „Stollmühle“, unweit der Staumauer, nahe dem Wildpark Edersee an der Hammerbergspitze
- „Werbebrücke“ (verbindet die Halbinsel Scheid mit der Bericher Hütte), nördlich von Waldeck-Scheid, südlich der Bericher Hütte

Sehenswürdigkeiten der umgebenden Region
- Bad Arolsen – nördlich des Edersees; mit Residenzschloss
- Bad Wildungen – südöstlich des Edersees; Kurstadt
- Diemelsee – nordwestlich des Edersees; Stausee
- Frankenberg – südwestlich des Edersees; mit Altstadt und dem Fachwerkrathaus
- Fritzlar – östlich des Edersees; Dom- und Fachwerkstadt mit größtenteils erhaltener Stadtmauer
- Korbach – nordnordwestlich des Edersees; Hansestadt mit viel Fachwerk und erhaltenen Stadtmauerteilen
- Twistesee – nördlich des Edersees; Stausee

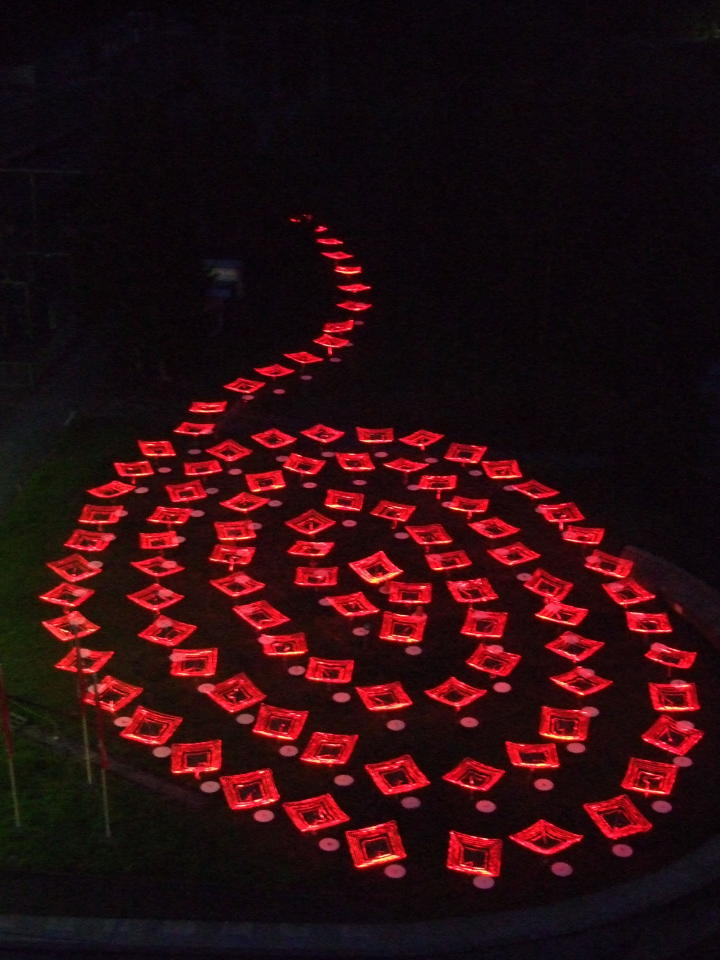
Lichtkunstwerk unterhalb der Staumauer (2007)

Ehemalige Kunstwerke am Edersee
Vom 7. Juli bis 15. September 2002 war die Edertalsperre luftseitig mit von der Mauerkrone bis zum Mauerfuß abgespannten, magentafarbigen, grüngepunkteten und zugleich transparenten Tüchern auf insgesamt 15.000 m² Fläche verhüllt – ein Werk des Künstlers Gerhard Hesse aus Edertal-Wellen. Abends bis Mitternacht wurde die Luftseite der Mauer angestrahlt, so dass alles kräftig leuchtete.
Vom 4. August bis 19. September 2007 war am Fuß der Staumauer auf dem Gelände von E.ON ein Kunstwerk mit dem Namen „Elektrisierte Wäschespinnen auf Ton“ von den Künstlern Gerhard Hesse aus Edertal-Wellen und Kanae Kato aus dem japanischen Osaka installiert. Dabei ging es um den Gegensatz von Natur und Technik. Von Dämmerungsbeginn bis Mitternacht leuchteten die Wäschespinnen rot.
Seit dem 12. Juni 2014 hält die Sperrmauer als längstes dauerhaft Illuminiertes Objekt den deutschen Rekord.

## Verkehrsanbindung
Aufgrund der bergigen Landschaft und des Naturparks, in dem die Talsperre und die Waldgebiete liegen, führen mehrheitlich nur Landes- oder Kreisstraßen näher an die Talsperre. Teilweise sind es nur Stichstraßen, die von Westen oder Osten zu Orten am See führen. Eine durchgehende Randstraße an einem der beiden Ufer ist am Edersee nicht vorhanden. Nur an der nordöstlichen Seehälfte ist eine durchlaufende Uferstraße bis zur Staumauer zu finden. Vielerorts sind Wandererparkplätze angelegt. Zum Besuch der Staumauer befindet sich ein größerer Parkplatz in Hemfurth-Edersee am Südende der Mauer. Weitere Parkplätze sind am Nordende der Mauer an der vorbei führenden Randstraße L 3086. Generell kann es auf den wenigen Straßen in Spitzenzeiten zu erheblichen Staus kommen.
Überregional ist die Edertalsperre aus dem Ruhrgebiet über die A44 von der Anschlussstelle Diemelstadt aus erreichbar. Von dort sind es über Korbach auf der B 252 rund 45 km bis zum Westende des Stausees bei Herzhausen. Die gleiche Bundesstraße führt Besucher von Süden aus Frankenberg, Marburg und Gießen dorthin. Eine einzige 20 km lange Straßenverbindung von West nach Ost verläuft nördlich des Stausees über die Landesstraßen L 3084 und L 3086. Letztere erreicht unterhalb von Waldeck das Nordostufer der Talsperre und führt vorbei am Strandbad Edersee bis zur Staumauer. Von Kassel aus besteht eine zweite Verbindung von der A44 zur Mauer.  Von der Anschlussstelle Zierenberg sind es rund 35 km über die B 251 und die B 485 ab Sachsenhausen.
Die weiter östlich vorbei führende Autobahn A7 bringt Besucher aus Norden und Süden zur Talsperre. Nach Übergang auf die A49 können die rund 22 km entfernt liegenden Anschlussstellen Fritzlar oder Wabern genutzt werden, um von Osten an die Staumauer bei Hemfurth-Edersee zu gelangen.
Bahn und Bus
Der ÖPNV wird durch den Aufgabenträger NVV (Nordhessischer Verkehrsverbund) organisiert. Seit Reaktivierung des westlich gelegenen Streckenabschnitts „Untere Edertalbahn“ der Bahnstrecke Warburg–Sarnau zwischen Korbach Süd und Frankenberg am 11. September 2015 besteht durchgehender Zugverkehr von Marburg (Lahn) nach Brilon Stadt. Auf der Strecke verkehrt die RB97 der Kurhessenbahn mit Halt am Nationalparkbahnhof Vöhl-Herzhausen mit dem Westende des Edersees. Zur Weiterfahrt bietet der Bus 503 eine Verbindung über Vöhl-Basdorf und Waldeck-Nieder-Werbe bis nach Waldeck und weiter über Affoldern nach Hemfurth. An die Ostseite in die Nähe der Staumauer gelangt man von Kassel aus mit der RB39, die in Bad Wildungen endet. Von dort fährt stündlich die Buslinie 510 über Affoldern nach Korbach und erreicht dabei den Edersee. Ein weiterer Bus verbindet als Linie 515 Bad Wildungen mit Bringhausen am Südufer. Dort liegen mit einem Kletterpark, einem Wildtierpark und dem Badestrand Rehbach touristische Ziele.
Radwege
Einen durchgängigen Uferrandweg ohne Steigungen rund um die Edertalsperre gibt es nicht. Jedoch kann der ausgeschilderte Edersee-Radrundweg genutzt werden, der über mehr als 50 km eine Rundfahrt zulässt. Etwa die Hälfte der Strecke verläuft auf/an Straßen, teilweise werden Schotterwege genutzt. Dabei müssen 356 Höhenmeter bewältigt werden, um auch den Höhenrücken am Nordrand zwischen Asel und Nieder-Werbe zu überwinden. Als Varianten ohne viele Steigungen und als Abkürzungen stehen bei ausreichendem Wasserstand zwei Personenfähren über den See zur Verfügung. Im Osten wird zur Querung die Fahrbahn auf der Edermauer genutzt.
Für die Radtouristik ist von 2008 bis 2012 der Ederseebahn-Radweg geschaffen worden, der auf dem stillgelegten Abschnitt der ehemaligen Bahnstrecke Wega–Brilon Wald verläuft. Die 26 km lange alte Trasse verläuft nördlich der Talsperre von Korbach im Westen bis nach Buhlen östlich unterhalb der Staumauer. Sie führt durch zwei Tunnel und über mehrere Brücken. Als Attraktion wird auch der 193 Meter lange Selbacher Viadukt über den Reiherbach genutzt.

## Fauna
1934 wurden am Edersee zwei Waschbärpärchen ausgesetzt, die sich anfangs in der Mitte Deutschlands vermehrten und später auch in Mitteleuropa ausbreiteten. Heute wird diese Aussetzung als „eine fatale Entscheidung“ beurteilt, da mit ihr der „Siegeszug der Waschbären in Europa“ begann. Am 9. März 2009 wurde im Nationalpark Kellerwald-Edersee eine Europäische Wildkatze nachgewiesen.
Aufgrund der hohen Staumauer der Edertalsperre ist die Fischwanderung zum und aus dem Edersee (zum Beispiel für Lachse) flussabwärts nicht möglich. Jedoch hat sich innerhalb des Stausees eine recht vielfältige Fischwelt aus Raub- und Weißfischen entwickelt.

## Filme und Spiele
- (Die) Schicksalsmauer am Edersee – Ein Jahrhundertprojekt und seine Folgen hrfernsehen, 2014. youtube, veröffentlicht am 19. Januar 2014, Video (44:49) – Autor: Eckhard Braun, bilderbogen.hr.de. Doku über Vorgeschichte, Bau, Zerstörung, Kontrolle und Wartung heute.
- Ein Film eines Soldaten, privat gedreht am 17. Mai 1943, zeigt die stark beschädigte Staumauer (siehe Abschnitt Die Talsperre im Zweiten Weltkrieg) und durch das ausströmende Wasser entstandene Auswirkungen entlang der Eder wenige Stunden nach dem Angriff auf die Mauer.[28]
- Der Angriff wurde für den 1954 für die BBC gedrehten britischen Spielfilm Mai 1943 – Die Zerstörung der Talsperren (The Dam Busters) von Michael Anderson nachgestellt. Als Handlungsort dienen Stausee und Region für den Tatort Wie einst Lilly mit Ulrich Tukur (2010) und Staumauer und -see in Matthias Schweighöfers Film Schlussmacher (2013).
- Der Angriff auf die Talsperre ist Bestandteil des Computerspiels Call of Duty 1. Die dortige Mission ist allerdings rein fiktiv und hat nichts mit dem wahren Angriff gemein.
- Die Gegend um den Edersee und der Edersee selbst dienen als Schauplatz für die ZDF-Serie Die verlorene Tochter (2020).[29]